# Musa × paradisiaca
El nombre científico Musa × paradisiaca L. (o Musa paradisiaca L.) y los nombres comunes platanera, plátano, bananero o  banana hacen referencia a un gran número de plantas herbáceas del género Musa (de origen indomalayo), tanto híbridos obtenidos horticulturalmente a partir de las especies silvestres Musa acuminata y Musa balbisiana como cultivares genéticamente puros de estas especies, y cuyos frutos se conocen como plátano, banana, banano, mínimo, cambur, topocho, maduro o guineo, en función de los cultivares específicos o de las regiones geográficas. Clasificado originalmente por Carlos Linneo como Musa paradisiaca en 1753, la especie tipo del género Musa, estudios posteriores han llevado a la conclusión de que la compleja taxonomía del género incluye numerosos híbridos, de variada composición genética, y se ha desarrollado un sistema estrictamente sui géneris de clasificación para dar cuenta de esta variación. Sin embargo, de acuerdo con las reglas del Código Internacional de Nomenclatura Botánica, el nombre linneano cuenta con prioridad, y sigue siendo usado —tanto en su forma original como en la modificada Musa × paradisiaca, que indica que se trata de un híbrido— para designar genéricamente a estas variedades.
En la nomenclatura vernácula de las distintas geografías hispanohablantes, a veces se traza una diferencia entre las bananas, consumidas crudas como fruta de postre, y los plátanos, que por su superior contenido en fécula deben asarse o freírse antes de su ingesta. En otras regiones se llama plátano al dulce y plátano macho al verde, o se invierten los términos, o incluso ambas versiones se usan indistintamente (ir a la sección). Las variedades con mayor presencia genética de M. balbisiana suelen estar comprendidas el grupo de las que han de ser cocinadas, aunque no se puede determinar si una planta producirá frutos dulces o frutos verdes simplemente por su constitución genética, pues esta distinción responde a criterios puramente culinarios. 
En todo caso, este grupo de vegetales conforma la fruta intertropical más consumida del mundo. Se trata de una falsa baya, de forma falcada o elongada, que crece en racimos de hasta 400 unidades y 50 kg de peso; de color amarillo cuando está maduro, es dulce y carnoso, rico en fibras, carbohidratos, potasio, vitamina A, vitamina C y triptofano, contiene un antiácido natural muy útil contra la pirosis; además, es bajo en sodio y bajo en grasas. Es mucho más rico en calorías que la mayor parte de las frutas por su gran contenido en fécula; de los 125 gramos que pesa en promedio, el 25% es materia seca, que aporta unas 120 calorías. Contiene los carbohidratos más digeribles (el cuerpo puede quemar las calorías que ofrece mucho más fácilmente que las que provienen de las grasas).
Se cultivan en más de 130 países, desde el sudeste asiático de donde son nativas, hasta Oceanía y Sudamérica; el principal productor mundial es India, donde se cultiva casi un cuarto de los frutos comercializados en el mundo, aunque buena parte de los mismos son para consumo doméstico. El principal exportador es Ecuador, que genera casi un tercio de las exportaciones globales. El volumen de producción de bananas y plátanos solo es superado por el trigo (Triticum spp.), el arroz (Oryza sativa) y el maíz (Zea mays). La producción continua de fruto a lo largo del año los hace especialmente valiosos como alimento en la época entre cosechas en los países tropicales; son los plátanos de freír los que cumplen este papel principalmente.

## Descripción

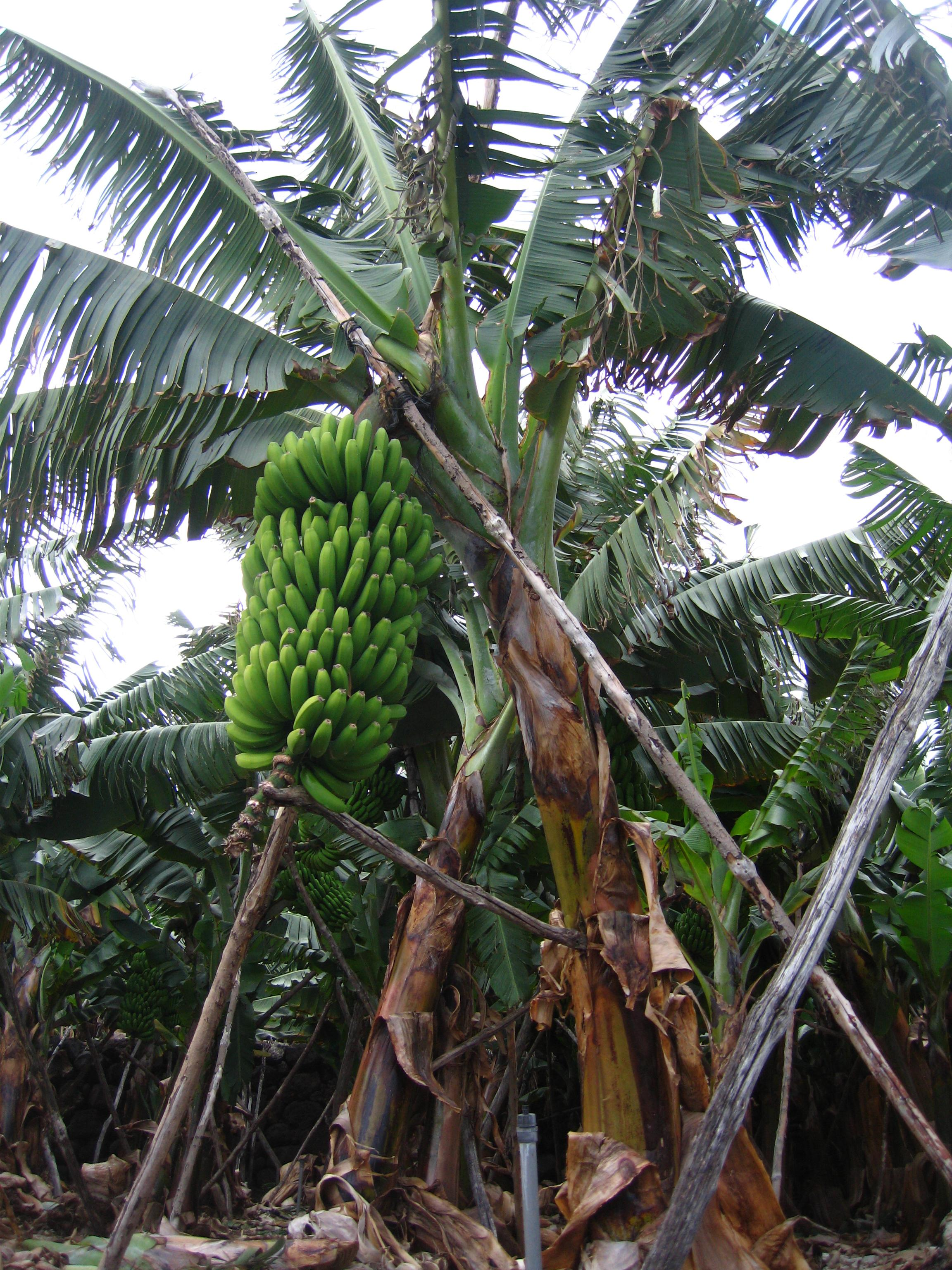
Planta bananera en la isla de La Palma, Canarias.

El banano no es un árbol, sino una megaforbia, una hierba perenne de gran tamaño. Como las demás especies de Musa, carece de verdadero tronco. En su lugar, posee vainas foliares que se desarrollan formando estructuras llamadas pseudotallos, similares a fustes verticales de hasta 30 cm de diámetro basal que no son leñosos, y alcanzan los 7 m de altura.
Las hojas de banana se cuentan entre las más grandes del reino vegetal. Son lisas, tiernas, oblongas, con el ápice trunco y la base redonda o ligeramente cordiforme, verdes por el haz y más claras y normalmente glaucas por el envés, con los márgenes lisos y las nervaduras pinnadas, amarillentas o verdes. Dispuestas en espiral, se despliegan hasta alcanzar 3 m de largo y 90 cm de ancho; el pecíolo tiene hasta 60 cm. En las variedades con mayor componente genético de M. balbisiana este es cóncavo por la parte superior, con los extremos casi tocándose por encima del canal adaxial. De la genética depende también que sea glabro o pubescente.  Las hojas tienden a romperse espontáneamente a lo largo de las nervaduras, dándoles un aspecto desaliñado. Cada planta tiene normalmente entre 5 y 15 hojas, siendo 10 el mínimo para considerarla madura; las hojas viven no más de dos meses, y en los trópicos se renuevan a razón de una por semana en la temporada de crecimiento.
El elemento perenne es el rizoma, superficial o subterráneo, que posee meristemos a partir de los cuales nacen entre 200 y 500 raíces fibrosas, que pueden alcanzar una profundidad de 1,5 metros y cubrir 5 metros de superficie. Del rizoma también brotan vástagos ("chupones") que reemplazan al tallo principal después de florecer y morir este. En los ejemplares cultivados solo se deja normalmente uno para evitar debilitar la planta, pero en estado silvestre aparecen en gran cantidad; son la principal forma de difusión en las variedades estériles, que son la mayoría.

### Las flores
Unos 10 a 15 meses después del nacimiento del pseudotallo, cuando este ya ha dado entre 26 y 32 hojas, nace directamente a partir del rizoma una inflorescencia que emerge del centro de los pseudotallos en posición vertical; semeja un enorme capullo púrpura o violáceo que se afina hacia el extremo distal, con el pedúnculo y el raquis glabros. En algunos lugares como el sudeste asiático la flor de plátano es comestible. En zonas de Latinoamérica, así como en las islas Canarias, se denomina «bellota». Al abrirse, revela una estructura en forma de espiga, sobre cuyo tallo axial se disponen en espiral hileras dobles de flores, agrupadas en racimos de 10 a 20 que están protegidos por brácteas gruesas y carnosas de color purpúreo. A medida que las flores se desarrollan, las brácteas caen, un proceso que tarda entre 10 y 30 días para la primera hilera.

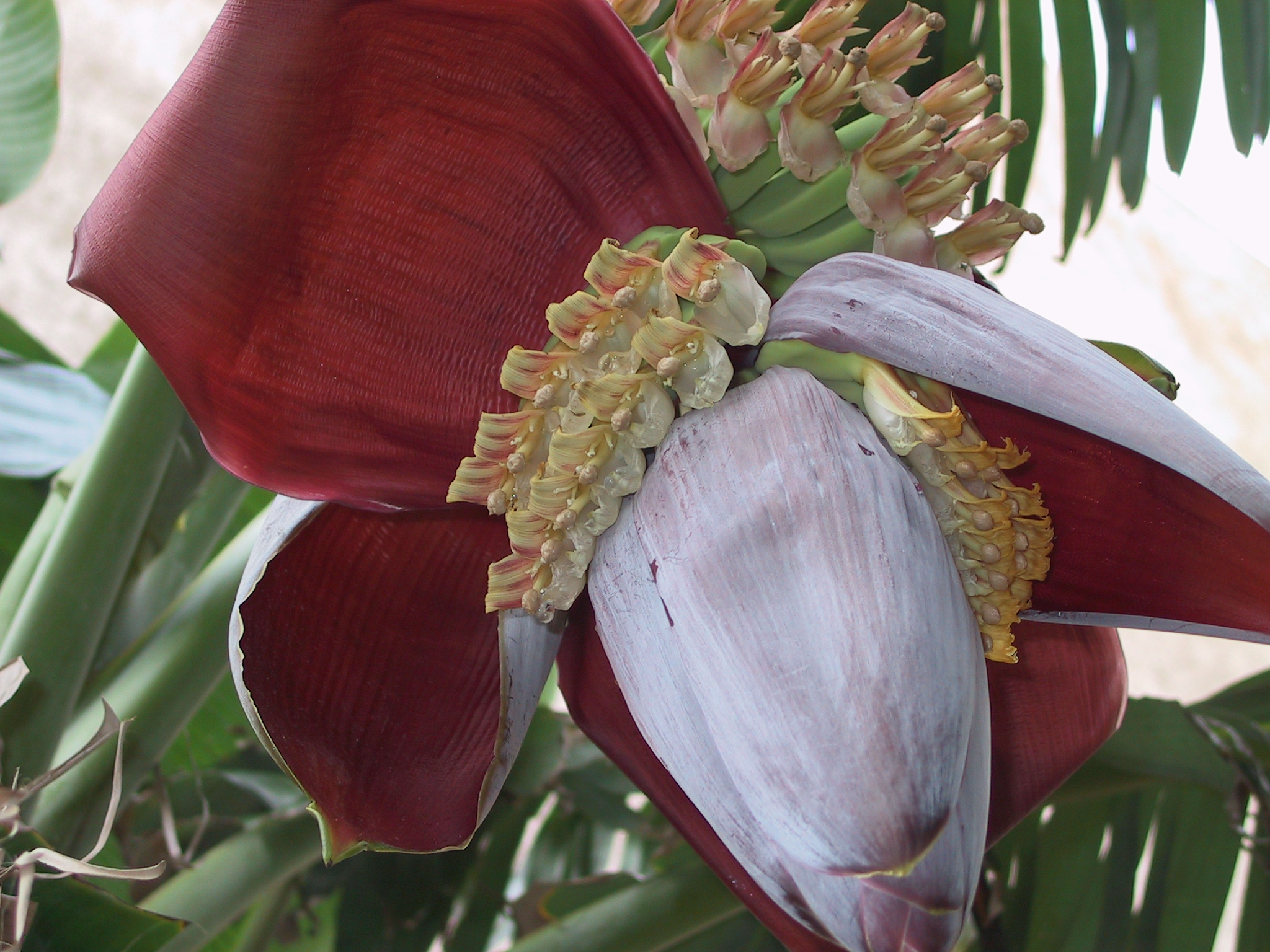
Flor del banano.

Las primeras 5 a 15 hileras son de flores femeninas, ricas en néctar; en ellas el tépalo compuesto alcanza los 5 cm de largo y los 1,2 cm de ancho; es blanco o más raramente violáceo por el interior, con el color trasluciéndose a la vista desde fuera como una delicada tonalidad purpúrea. Su parte superior es amarilla a naranja, con los dientes de unos 5 mm de largo, los dos más exteriores dotados de un apéndice filiforme de hasta 2 mm de largo. El tépalo libre es aproximadamente de la mitad de tamaño, blanco o rosáceo, obtuso o trunco, con la apícula mucronada y corta. Las siguen unas pocas hileras de flores hermafroditas o neutras, y las masculinas en la región apical.
Salvo en algunos pocos cultivares, las flores masculinas desaparecen inmediatamente después de abrirse (la excepción son las bananas 'Cavendish' y los plátanos 'French'), dejando el ápice de la espiga desnudo salvo por un capullo carnoso terminal que contiene floros masculinos sin abrir. El enorme peso de las flores hace que el tallo floral se incline hacia el suelo en poco tiempo; a su vez, el fototropismo de las flores hace que se dirijan en su crecimiento hacia arriba.
En las variedades híbridas cultivadas por su fruto, las flores masculinas son estériles, así como las femeninas en el cultivar 'Cavendish'. Los ovarios se desarrollan partenocárpicamente sin necesidad de polinización. Motas oscuras en la pulpa indican el resto de los óvulos sin desarrollar.

### El fruto

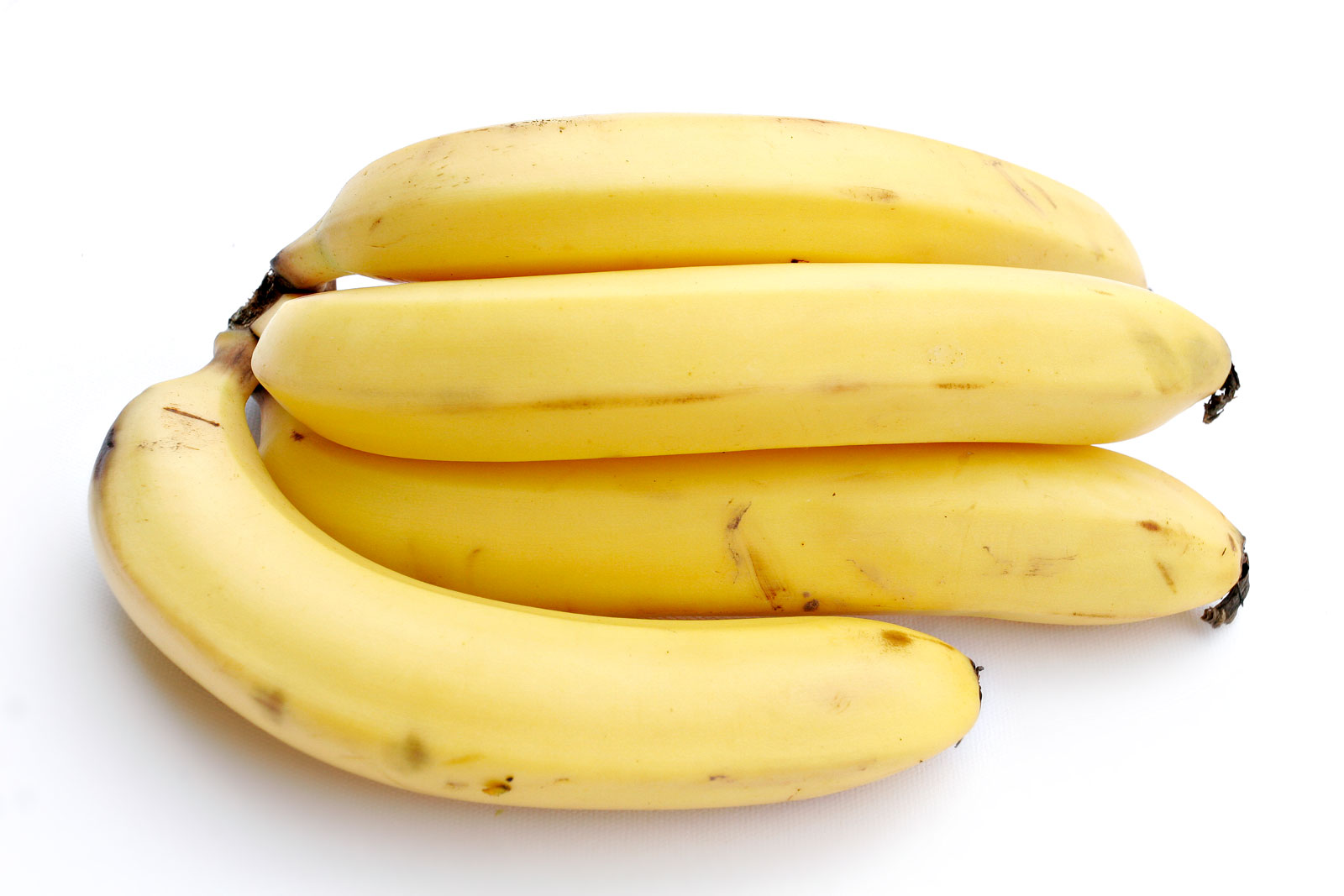
Fruto del banano.

El fruto tarda entre 80 y 180 días en desarrollarse por completo. En condiciones ideales fructifican todas las flores femeninas, adoptando una apariencia dactiliforme que lleva a que se denomine mano a las hileras en las que se disponen. Puede haber entre 5 y 20 manos por espiga, aunque normalmente se trunca la misma parcialmente para evitar el desarrollo de frutos imperfectos y evitar que el capullo terminal insuma las energías de la planta. El punto de corte se fija normalmente en la "falsa mano", una en la que aparecen frutos enanos. En total puede producir unos 300 a 400 frutos por espiga, pesando más de 50 kg.
El fruto es una falsa baya epígina de 7 a 30 cm de largo y hasta 5 de diámetro, que forma un racimo compacto. Está cubierta por un pericarpo coriáceo verde en el ejemplar inmaduro y amarillo intenso, rojo o bandeado verde y blanco al madurar. Es de forma lineal o falcada, entre cilíndrica y marcadamente angulosa según la variedad. El extremo basal se estrecha abruptamente hacia un pedicelo de 1 a 2 cm. La pulpa es blanca a amarilla, rica en almidón y dulce; en los plátanos puede resultar algo astringente o gomosa por su contenido en látex, farinosa y seca. Muy rara vez las variedades diploides o tetraploides producen semillas, negras, globosas o irregulares, con la superficie rugosa, de hasta 16 × 3 mm de tamaño, incrustadas en la pulpa. Los triploides, como 'Cavendish', nunca producen semilla.

## Hábitat

### Origen y distribución
El banano moderno es un cultivo, probablemente originario de la región indomalaya. Desde Indonesia se propagaron hacia el sur y el este, alcanzando Hawái y la Polinesia por etapas. Los comerciantes europeos llevaron noticias del árbol a Europa alrededor del siglo III a. C., pero no lo introdujeron hasta el siglo X. De las plantaciones de África Occidental los colonizadores portugueses lo llevarían a Sudamérica en el siglo XVI.

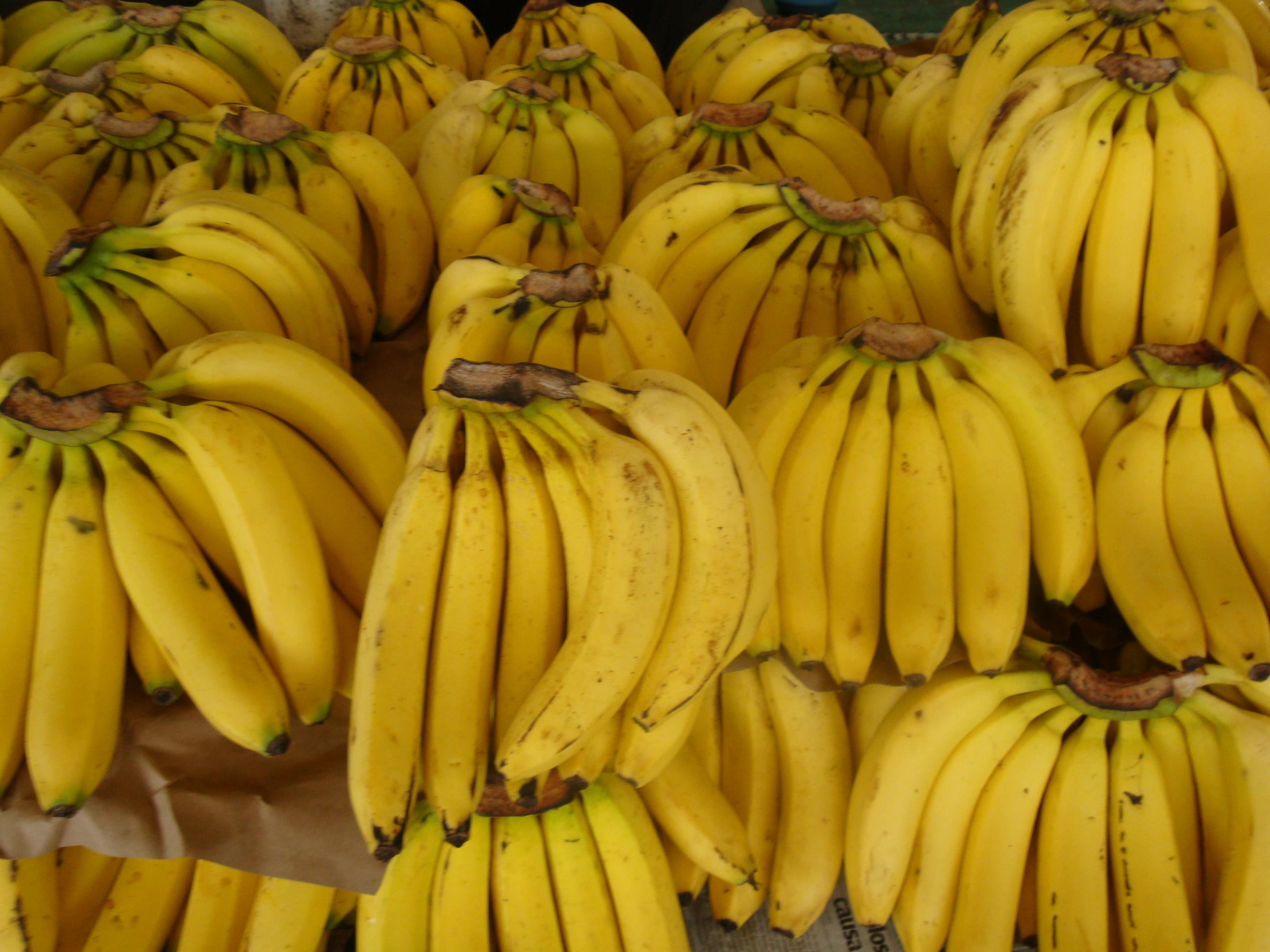
Variedad de banano denominada plátano Tabasco (Musa cavendishii), cultivado en el estado mexicano del mismo nombre. Es el tercer tipo de plátano más producido en México: los dos primeros son el enano gigante (Musa acuminata) y el plátano macho (Musa paradisiaca).

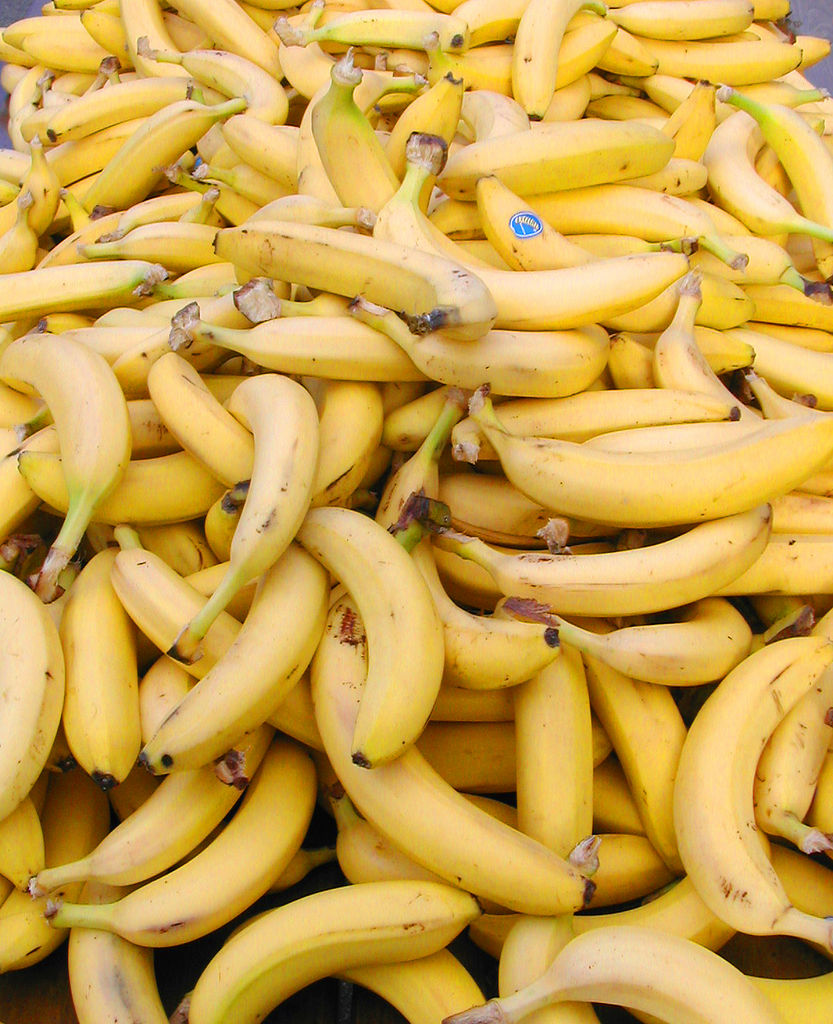
Plátano de canarias

Hoy las variedades comerciales se cultivan en todas las regiones tropicales del mundo. Es la más cultivada de las frutas tropicales y una de las cuatro más importantes en términos globales, solo por detrás de la uva (Vitis vinifera), los citrus y la manzana (Malus domestica). Anualmente se producen más de 28 millones de toneladas de fruta, de las cuales casi dos tercios provienen de Sudamérica. Los principales importadores son Europa, los Estados Unidos, Japón y Canadá. India es el principal productor mundial de banana, con alrededor de 11 millones de toneladas (11 000 000 tn) anuales, destinadas en su mayoría al mercado interno. Lo sigue Brasil, que produce 6 millones de toneladas anuales, también consumidas localmente en su gran mayoría. Tanto Indonesia (2 millones de toneladas/año) como Filipinas (0,5 millones de toneladas/año) exportan la mayoría de su producción a Japón, al igual que la República de China (0,5 millones de toneladas/año). La fruta consumida en Europa procede sobre todo de las plantaciones del occidente africano, en particular de Costa de Marfil y de Somalia, desde donde 9 millones de toneladas anuales abastecen las mesas europeas, y en menor medida de las posesiones francesas y neerlandesas en el mar Caribe. El consumo interno en España se ha servido tradicionalmente de los plátanos de postre producidos en Canarias (similares a los de Madeira), que exportaban también abundantemente a Europa, pero la liberalización de los mercados los ha hecho retroceder frente a las importaciones de origen africano y sudamericano. Ecuador y Colombia son los principales exportadores de banana en América. La producción de Panamá, Honduras, Guatemala y Costa Rica está principalmente destinada a los Estados Unidos.
El plátano es una cosecha fundamental en Colombia y Ecuador, donde los subproductos vegetales se usan en la alimentación animal, así como en México y en Venezuela. La República Dominicana es también un importante productor, pero la principal fuente de plátanos en el Caribe es Puerto Rico, que produce más de 30 millones de dólares estadounidenses anuales, consumiendo la gran mayoría de los mismos dentro del país. El consumo per capita de plátano en Puerto Rico se cifraba en 30 kg por año a mediados de los años 1980. En Ghana ocupan un papel importante en la economía, sobre todo en combinación con el cacao (Theobroma cacao), cultivándose como sombra para este.

### Suelos
Los bananos toleran bien una gran variedad de terrenos; crecen y fructifican en condiciones de bastante pobreza, aunque para que la producción sea económicamente rentable requieren suelos fértiles y húmedos. Prefieren terrenos profundos, bien drenados, con la capa freática a no menos de dos metros de profundidad; para evitar el anegamiento de las raíces, los cultivos en zonas de extrema humedad suelen elevar las plantas mediante canteros o bancales, además de cavar canales de desagüe entre las plantas, previendo una pendiente de alrededor del 1 % para permitir el drenaje. En terrenos más secos se hace necesaria la irrigación artificial; el riego por aspersión permite la plantación de bananos en terrenos arcillosos que tradicionalmente se consideraron inadecuados.
Prefieren suelos ligeramente ácidos, con un pH en torno al 6. Un exceso de acidez hace necesaria la adición de álcalis durante el crecimiento para evitar la propagación de los hongos del género Fusarium, responsables de la enfermedad de Panamá que es la principal plaga de estos cultivos. Si bien los suelos ideales son de origen aluvial, los terrenos arenosos, franco-arenosos, arcillosos, calcáreos y rocosos pueden ser aceptables; se presentan problemas en las arenas demasiado finas, que retienen demasiada agua.
Los requisitos nutricionales del banano son elevados; las variedades de fruta pueden necesitar entre 250 y 600 kg de nitrógeno por hectárea para proporcionar rendimientos comerciales, y entre 700 y 800 kg de potasio. Los retoños cortados para evitar su desarrollo y los restos de los pseudotallos después de la cosecha se abandonan en la superficie o se añaden a un compost para mejorar la calidad de la tierra. Un exceso de salinidad no detiene el crecimiento de la planta, pero reduce marcadamente su rendimiento, dando lugar a frutos enanos o muy delgados.

### Temperatura y pluviosidad
Los bananos son propios de regiones tropicales y subtropicales, y rara vez dan buenos resultados fuera de la banda comprendida entre los 30°N y 30°S. Algunos cultivos están adaptados a altitudes de hasta 2300 m s. n. m., pero la mayoría no prospera a más de 600 m de altitud.
La temperatura óptima para la floración ronda los 27 °C, y el crecimiento de los frutos se beneficia de una ligeramente superior. Por encima de los 37 °C las hojas padecen quemaduras y los frutos se deforman; por debajo de los 16 °C el ritmo de desarrollo se reduce sensiblemente, dando lugar a la aparición de una hoja por mes en lugar del período óptimo de una por semana. Por debajo de los 10 °C, la planta detiene su crecimiento por completo, y el desarrollo de los frutos se aborta. Aún breves accesos de frío pueden matar las inflorescencias, ocasionar la podredumbre de los frutos ya presentes o abortar su desarrollo, dando lugar a frutos pequeños, de color verde gris y sabor débil. Las heladas son tremendamente perjudiciales; temperaturas debajo del punto de congelación provocan la desecación de las partes verdes y la eventual caída de los pseudotallos y hojas presentes. El rizoma las sobrevive, y vuelve a brotar en cuanto la temperatura es adecuada, aunque rigores climáticos por debajo de los 7 °C bajo cero pueden dañarlo irreversiblemente. A veces se inunda ligeramente el suelo en previsión de una helada breve para ralentizar el intercambio térmico y permitir la supervivencia; en otros casos se eleva artificialmente la temperatura mediante la quema controlada de detritos.
El régimen de lluvias debe ser constante, con unos 100 mm mensuales a lo largo del año, y no más de tres meses de estación seca. La sequía puede ocasionar una grave reducción en el número y el tamaño de los frutos, comprometiendo el rendimiento de la cosecha. Ante la falta de agua, las hojas se parten o amarillean prematuramente, y finalmente caen por completo; en casos graves, las vainas foliares que forman el pseudotallo mueren también. Una mayor dotación genética de M. balbisiana favorece la resistencia a la sequía. El anegamiento es igual de peligroso; más de 48 horas de saturación o el estancamiento de agua entre las raíces matan las plantas por podredumbre irreversiblemente. Si la humedad es excesiva, las plantas pueden presentar enanismo y falta de vigor, lo que se soluciona abriendo zanjas de drenaje o elevando las plantaciones sobre taludes.
En Australia y la India algunas variedades se han adaptado a suelos elevados. Las variedades australianas se cultivan entre los 60 y los 300 m s. n. m. para evitar las heladas que son frecuentes más abajo; las indias llegan hasta los 2000 m s. n. m., en especial la variedad enana 'Kullen', que se cultiva en las estribaciones orientales de los Ghats, 'Vella vazhai', que se planta en los Pulneys, y el plátano 'Plankel'. En África la mayor parte de los plantaciones está por encima de los 900 m; en Sudáfrica es la región sudeste el principal foco productor, entre los 900 y los 1000 m s. n. m., y en el África Oriental las altitudes son aún mayores.

### Ubicación
Por su naturaleza herbácea, los bananos deben estar protegidos del viento. Por encima de los 40 km/h las variedades de tallo más elongado pueden resultar arrancadas, al ofrecer las grandes hojas mucha resistencia; por encima de los 60 km/h aun las variedades enanas sufren daños. Incluso rachas de menor intensidad pueden dañar los frutos, provocar la caída de las flores o desecar las hojas.
Los bananos prefieren pleno sol, salvo en climas muy calurosos; en el trópico crecen bien en semisombra, pero en regiones de temperaturas más moderadas la falta de exposición al sol lleva a la producción de frutos escasos y de baja calidad.

## Cultivo

### Propagación

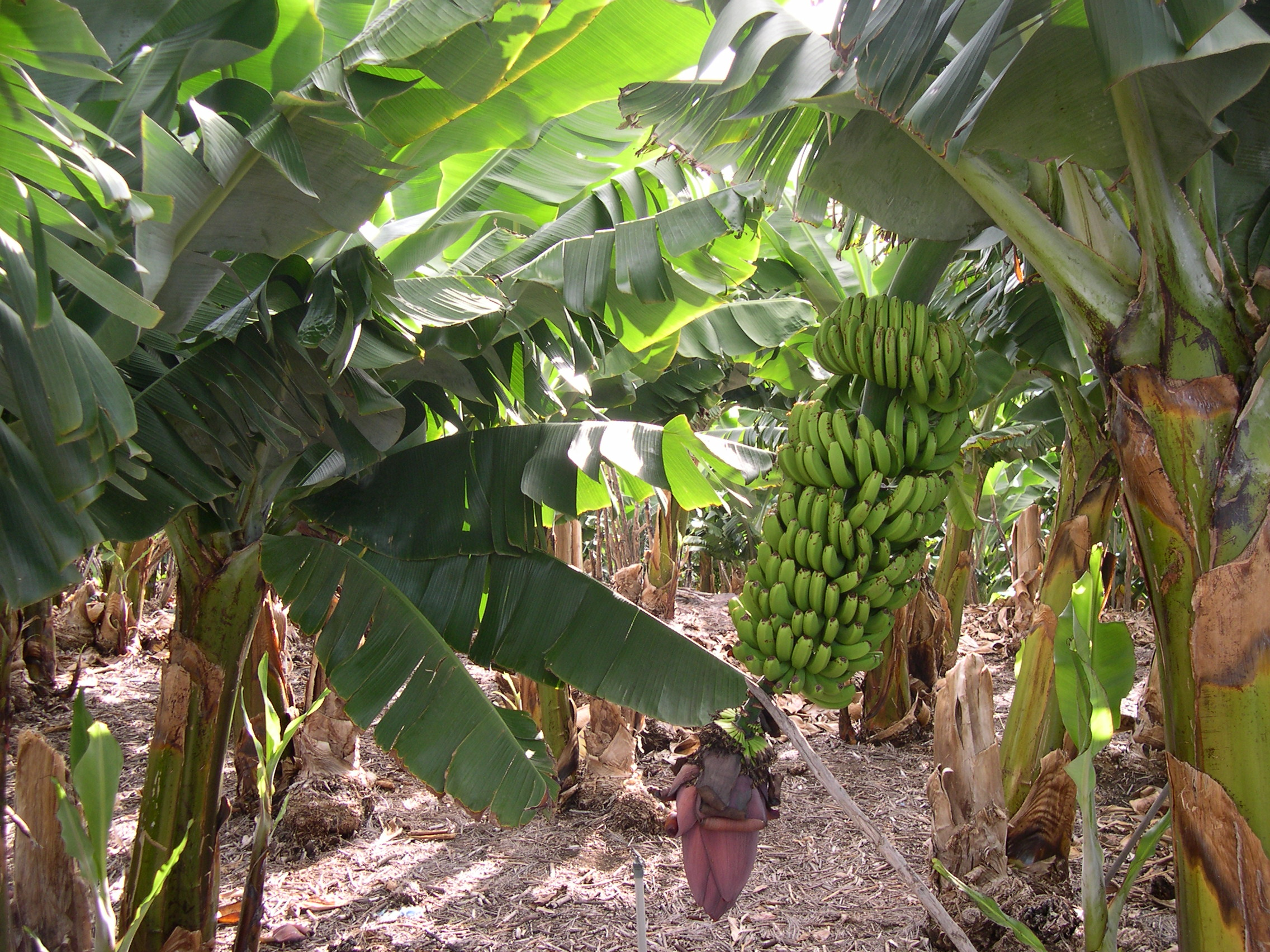
Plantación de plataneros en la isla de La Palma (Canarias).

Salvo en los proyectos experimentales de desarrollo de nuevas variedades, los bananos no se desarrollan nunca a partir de semillas. El principal medio de reproducción es el corte de potenciales propágulos a partir del rizoma, sea únicamente las yemas del mismo —un procedimiento similar al empleado para la propagación de la papa, Solanum tuberosum— o los "chupones" que brotan de él junto al pseudotallo principal.
Para emplear las yemas, se selecciona preferentemente una planta de unos siete meses de edad y se desarraiga, cortando luego el pseudotallo 1 dm por encima de su nacimiento. Al arrancar las bases de las vainas foliares, quedan visibles dos yemas de color rosáceo, que pueden crecer con rapidez tras el replante. Las yemas inferiores, de color blanquecino, suelen descartarse, pues su desarrollo en caso de replante es más lento y trabajoso. Se eliminan las secciones afectadas por enfermedades, descoloridas o presentando nodulaciones debidas a nematodos, y el resto del rizoma se divide en dos. Cada uno de los fragmentos se sumerge en una solución nematicida y se fumiga contra hongos, para dejarlo luego reposar unas 48 h antes del replante. El peso ideal de cada trozo de rizoma está entre los 800 y los 1800 g; si son más pequeños, se hará necesaria fertilización adicional. La práctica de replantar rizomas enteros, de hasta 8 kg de peso, ha desaparecido virtualmente; si bien ofrecen un mejor rendimiento el primer año, luego su desarrollo se asimila al de los retoños obtenidos por división.
La otra alternativa empleada con frecuencia es el uso de los chupones o colinos, los brotes jóvenes que el rizoma produce para reemplazar finalmente al pseudotallo. El chupón aparece como un brote cónico, cuyas hojas están poco desarrolladas y presentan más vaina que superficie foliar propiamente dicha; en su forma más juvenil, apodada "mirón", no se utiliza salvo en viveros o programas de investigación. Para su uso comercial se espera a que comience a producir hojas similares a las del adulto, las llamadas "espadas"; en esta fase, se lo conoce como "puyón" o "aguja". Para su uso se lo separa del resto del rizoma con un machete, dejando una sección de buen tamaño unida al pseudotallo, y arrancando las hojas más viejas. El momento ideal para replantarlo es tres o cuatro meses después de su aparición, cuando tiene alrededor de 120 cm de altura; en el primer año se desarrollará más rápidamente que los retoños obtenidos de yemas, dando el rendimiento óptimo. Los rizomas viejos o poco nutridos a veces producen chupones cuyas hojas semejan las de los adultos desde su primer brote; llamados "banderas" u "orejones", en general proporcionan un rendimiento muy bajo, e indican que el rizoma debe ya descartarse.
Existen técnicas horticulturales para acelerar la producción de retoños; una de las más frecuentes es eliminar las vainas foliares de un rizoma para dejar las yemas al descubierto, y cortar los retoños cuando alcanzan la etapa de puyón. Otra consiste en cortar el rizoma de tal manera que produzca un callo de meristema que dará lugar a muchos retoños.
En laboratorio se han desarrollado técnicas para producir tejido meristemático en cultivo, con el objeto de garantizar la uniformidad de los ejemplares y una provisión constante de brotes libres de nematodos y otras enfermedades. Aunque el lento desarrollo de las plantas así obtenidas hacía poco práctico este sistema, experimentos en Hawái produjeron muy buenos resultados, con una tasa de arraigo del 95% y mejor salud que las plántulas obtenidas de chupones. La obtención de propágulos libres de enfermedades es una gran prioridad, como en todas las plantas obtenidas principalmente por propagación vegetativa.
La platanera también puede ser propagada en huertos urbanos.

### Plantación
El momento de la plantación depende del clima de la zona; es importante garantizar un buen nivel de humedad en la fase inicial de crecimiento, así como evitar a toda costa el anegamiento.

#### Disposición
Las plantas se ubican a intervalos regulares, en disposición hexagonal o en canteros de dos o tres filas separados por carriles más anchos para la maquinaria agrícola. La distancia ideal depende del tamaño del cultivar, la fertilidad del suelo y otros factores; rara vez es inferior a los 2 m o superior a los 5. El sistema radical de un banano adulto puede ocupar un espacio de hasta 100 m², lo que debe tenerse en cuenta a la hora de planificar la disposición. Normalmente la densidad óptima está entre 1200 y 2400 plantas por hectárea.
Las plantaciones más densas favorecen el control de las malas hierbas y protegen del viento a los ejemplares, pero dificulta la prevención de plagas y disminuye el rendimiento. Los ejemplares plantados demasiado cerca unos de otros producen menos chupones, frutos más cortos y maduran antes de permitir el desarrollo completo de los mismos. Plantaciones más densas requieren mayores volúmenes de fertilizante, y pueden producir otros problemas por la disminución de la exposición solar de los ejemplares. A la inversa, plantaciones demasiado espaciadas favorecen la aparición de malas hierbas, incrementan la evaporación del suelo y exponen las plantas a mayores inclemencias.

#### Fertilización
Los hoyos practicados para la plantación deben tener unos 40 cm de profundidad y un diámetro ligeramente mayor; pueden hacerse más profundos para mejorar la resistencia al viento. Se fertilizan antes de la plantación, para asegurar que la nutrición en los cruciales primeros cuatro meses de desarrollo será adecuada. En suelos pobres, las bananas se fertilizarán entre cuatro y seis veces durante cada ciclo de producción. Se estima que una cosecha de unas 12 toneladas por hectárea exige del suelo unos 25 kg de nitrógeno, 4,5 kg de fósforo, 62 kg de potasio y unos 8 kg de calcio. La proporción de abono empleado va de 3:1:6 a 8:10:8 NPK de acuerdo a las características del suelo; la cantidad dependerá de la densidad de población, pero estará en torno a 1-1,5 toneladas por hectárea en un ciclo, incluyendo 50-150 kg de nitrógeno, 15–60 kg de fósforo y 80-180 kg de potasio.
Las técnicas de fertilización incluyen la aspersión de un tercio del fertilizante total estimado cuando aparecen los brotes, una segunda dos meses más tarde cubriendo un área de 30 cm alrededor de cada planta, y una tercera luego de otros dos meses al doble de distancia, o una progresiva, comenzando con un cuarto de kilo de abono rico en magnesio para las plantas jóvenes y aplicando luego dosis progresivamente crecientes cada dos meses, llegando a dosis de 2,5 kg en época de floración. Si el suelo no es rico en manganeso y zinc, suele añadirse una aspersión anual con micronutrientes aplicados sobre las hojas, así como cobre usado como fungicida.

#### Irrigación
La irrigación se usa para garantizar los 100 mm mensuales de agua que los bananos requieren. Pueden emplearse aspersores de alto volumen, microaspersores o sistemas de riego por goteo. El riego de bajo volumen es más eficiente. Es imprescindible adoptar medidas para evitar el exceso de humedad en el suelo.

#### Poda
Para obtener crecimiento vegetativo uniforme y producciones comercialmente rentables, los chupones que crecen del rizoma deben controlarse; la multiplicación de los mismos conduce a la producción de racimos de frutos pequeños. Normalmente se deja solo uno como reemplazo eventual del pseudotallo principal, que morirá después de fructificar. Los restantes se extraen, y sus restos se abandonan en el suelo para fertilizarlo.
Los chupones pueden cortarse de varias maneras para asegurarse que no volverán a aparecer; la más efectiva es el arrancarlos a mano, con lo que se extrae también la yema subyacente, pero es lento y trabajoso. Como alternativas se cortan con un cuchillo bananero a ras del suelo, utilizando queroseno para matar la yema, o se usa un instrumento metálico para matar por percusión la yema después de cortar el brote.
Se arrancan también las hojas muertas para evitar que interfieran con el riego, hagan sombra a los chupones o dañen por rozamiento a los racimos nuevos; sus restos se dejan en el suelo para su descomposición. Si la producción es buena, se remueve el capullo terminal del racimo, que contiene flores masculinas, para mejorar el crecimiento de las bananas.

#### Desmalezado
La principal maleza que afecta a las plantaciones de banana es Cyperus rotundus, que consume mucho del nitrógeno que la planta necesita. Se ha intentado utilizar gansos como desmalezadores naturales, ya que el banano no les resulta atractivo, pero si bien consumen la mayoría de los pastos competidores no acaban completamente con las malas hierbas. Las soluciones químicas empleadas incluyen el diuron y la ametrina, que resultan solo moderadamente dañinas para las plantas y desaparecen rápidamente del suelo.
Otra alternativa es el uso de las hojas secas para cubrir el suelo y evitar que las hierbas broten, o la plantación mixta, sea con hierbas como Neonotonia wightii o Tradescantia pendula, o con otros cultivos comerciales. Si se deja un espacio de un metro alrededor de cada banano, es posible alternarla con maíz, batatas (Ipomoea batatas), pimientos (Capsicum annuum), tomates (Solanum lycopersicum), berenjenas (Solanum melongena), ananás (Ananas comosus), gombo (Abelmoschus esculentus) u otras plantas.

### Cosecha

#### Rendimiento
El rendimiento de una plantación de bananos depende de las condiciones del suelo, de los métodos de cultivo y de la variedad plantada, pero puede esperarse una producción de entre 7 y 16 toneladas anuales de fruta por hectárea de plantación, y las plantaciones comerciales intensivas superan las 23 toneladas/ha anuales. Para mantener este rendimiento no solo debe seguirse rigurosamente el régimen de abonos, sino también renovarse la plantación cada dos o tres años, evitando así el envejecimiento de las plantas. A partir del cuarto año, la productividad comienza a disminuir, y la producción irregular hace antieconómico el uso de medios mecánicos. Las plantaciones se destruyen periódicamente por completo, usando herbicidas o arrasándola con herbívoros, para evitar la propagación de nematodos y otras plagas.
Algunas variedades producen rendimientos sensiblemente más elevados, aunque el coste en fertilizantes y mantenimiento es igualmente alto; cada racimo completo de 'Giant Cavendish' puede alcanzar los 50 kg, con más de 350 frutos. Aunque el rendimiento económico de estas variedades es más alto, también imponen fuertes inversiones a los plantadores: mientras en Puerto Rico una investigación de 1981 determinó que una plantación tradicional costaba a sus productores unos 3.874,59 dólares estadounidenses por hectárea, produciendo a su vez un valor de mercado de U$S 6.021,58/ha y un rédito neto de U$S 2.146,99/ha, las ganancias podían más que duplicarse con cultivares más delicados, mejor fumigación y más cuidado, alcanzando los U$S 5.241,29/ha, pero a la vez la inversión necesaria se elevaba a U$S 5.268,52/ha, cifras difíciles de alcanzar para los pequeños agricultores.

#### Proceso de cosecha
El fruto se cosecha cuando ha cobrado ya su volumen pero antes de amarillear, alrededor de los tres cuartos del proceso de maduración. En este momento los frutos parecen ya menos angulosos, y los estilos florales en su extremo se han marchitado y se retiran con facilidad. Unos 80 días después de la apertura de la primera mano, los racimos se cortan enteros con un cuchillo bananero de hoja curva. El tallo floral se inclina, tirando de las hojas o con un accesorio ad hoc, para bajar el racimo al alcance de la mano, y los cosecheros trabajan en tándem, uno de ellos cortando el racimo y unos 20 cm de tallo que se usa como manija para trasladarlo hasta el depósito o vehículo. Uno de los cosecheros lleva una indumentaria especial, acolchada, para apoyar las frutas sobre su cuerpo sin que se dañen en el transporte. Tras la cosecha, el pseudotallo del que ha brotado el racimo se deja secar o se arranca y esparce en el suelo para mejorar la reabsorción de su materia orgánica. Se apisona cuidadosamente la tierra a su alrededor para evitar que el orificio favorezca el acceso de plagas.
También existe una técnica denominada «cosecha por bumerán», practicada asiduamente por algunas grandes empresas recolectoras, basada en la utilización de un bumerán (o boomerang) para bajar los frutos de la copa de los bananos y evitar la picadura de las arañas que los habitan, principalmente las del género Phoneutria reconocidas por su peligrosidad.

#### Almacenamiento

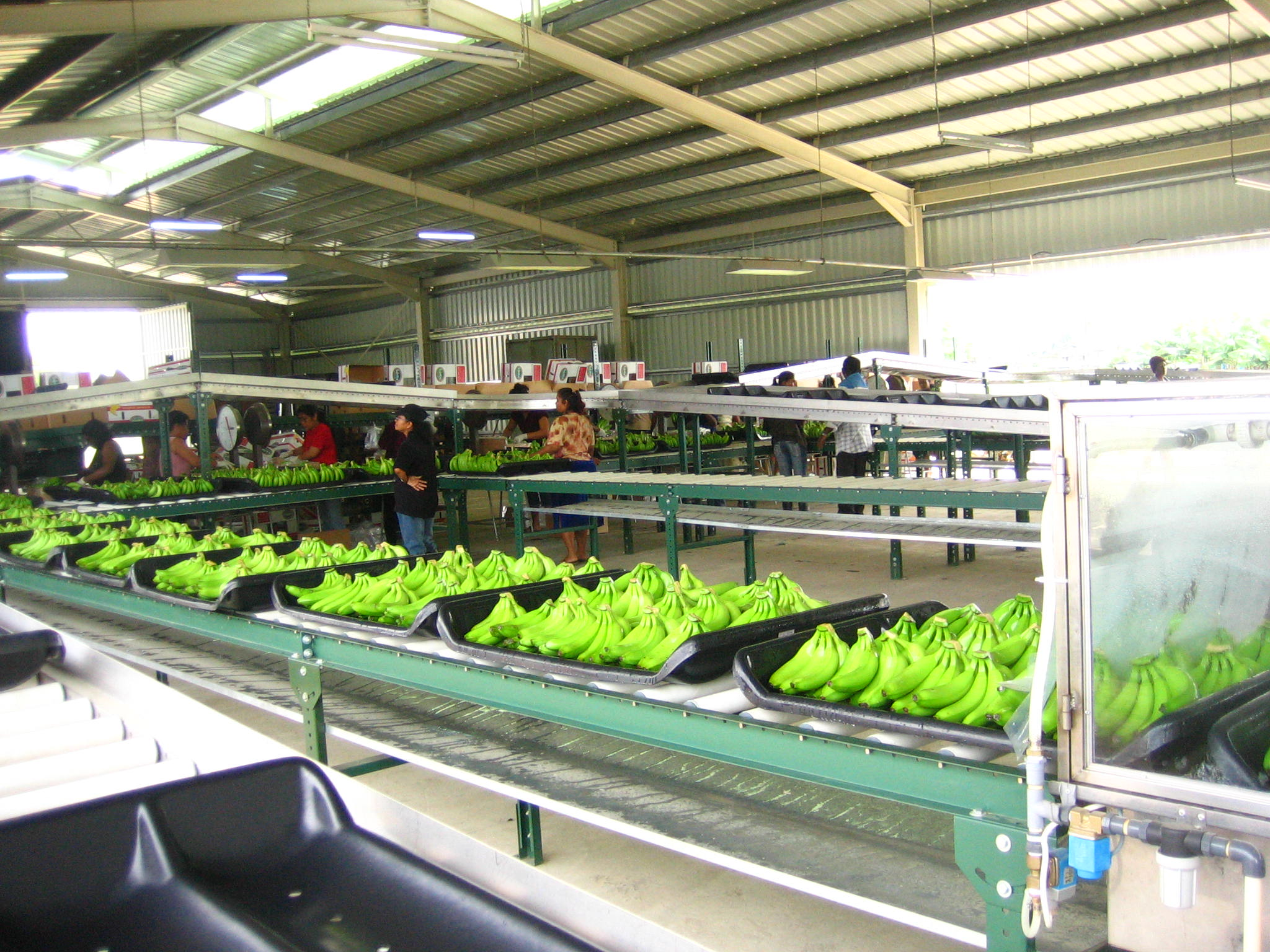
Planta de empaque de bananas.

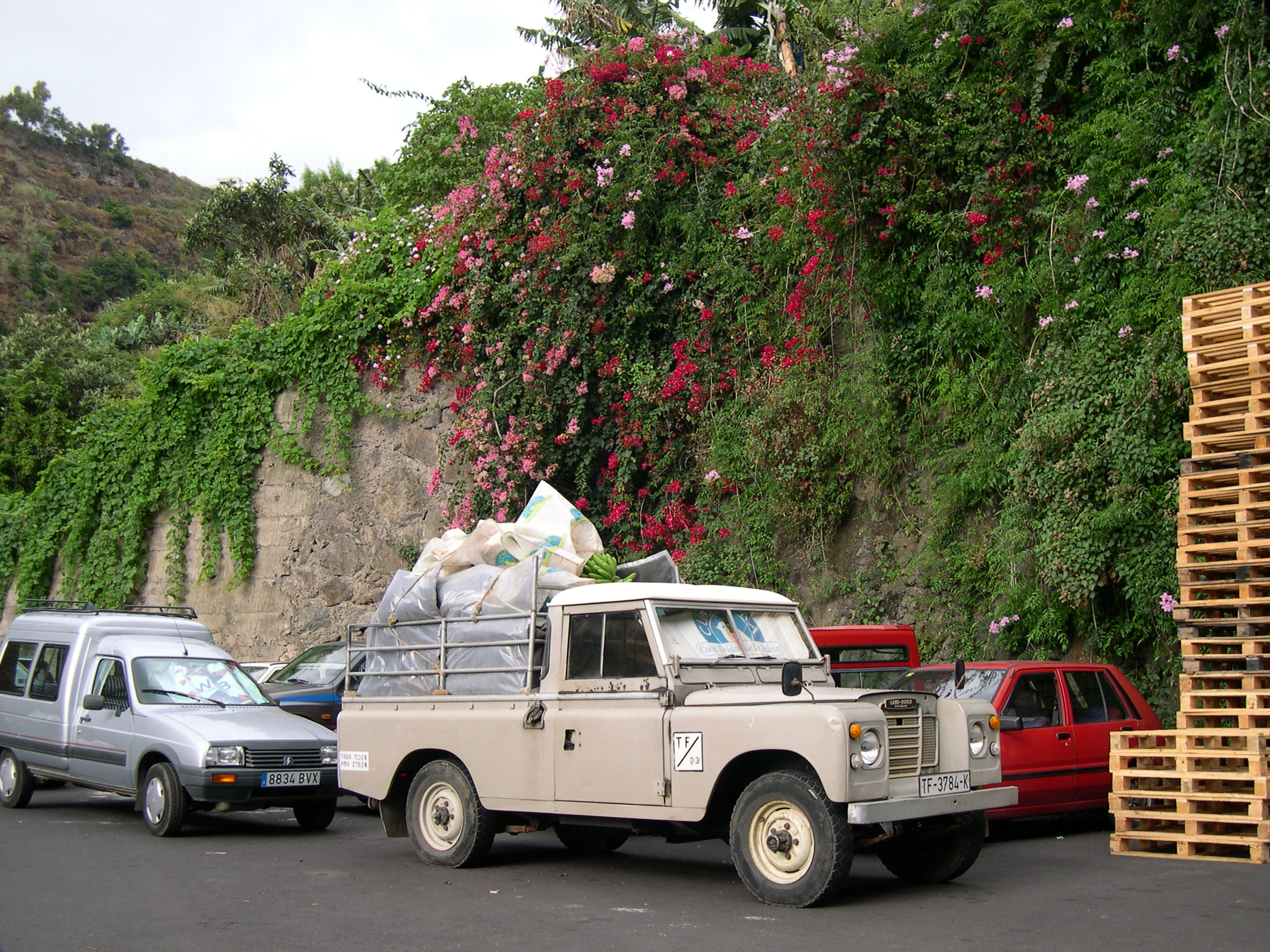
Transporte del plátano de Canarias en vehículo abierto en La Palma.

En el método tradicional, los racimos se almacenaban a oscuras en vehículos y se transportaban directamente hasta los puntos de embarque para el transporte de larga distancia, lo que ocasionaba grandes pérdidas por daños. Hoy se acostumbra transportarlas suspendidas, en vehículos acondicionados especialmente, para evitarlo. Los racimos deben cubrirse para evitar que la luz induzca la maduración antes de tiempo. En los puntos de almacenamiento y en los vehículos, cuando se las apoya, se utiliza una mezcla de restos de hojas y capas de papel ordinario para protegerlas y absorber el látex que mana del corte en la parte superior del tallo y de los estilos florales al caer; puede utilizarse como alternativa una vaina de plástico o polivinilo, que sin embargo provoca un incremento en el drenaje de látex y mancha la superficie exterior de la fruta, disminuyendo su valor comercial. La protección se completa con colchones de hojas frescas y otros restos de la poda de los pseudotallos. Antes del embalaje para el transporte de larga distancia, los racimos se lavan en tanques con una solución de hidroclorato de sodio para eliminar los restos de látex y mejorar su presentación; a veces, después del lavado, se aplica fungicida en la superficie cortada para evitar la podredumbre del fruto. Los racimos manchados o dañados después del lavado se destinan al consumo local.
El empaquetado en cajas se utilizó en el pasado, pero la pérdida de frutos por los golpes contra las paredes y fondo del recipiente hicieron que se descartara como sistema para el transporte. Hoy se emplean paquetes de cartón con acolchado plástico para evitar la degradación de calidad, dotados de buena ventilación y ajustados al calibre de los frutos, que se preseleccionan a ese efecto con un pequeño cuchillo bananero de hoja curva.

#### Maduración

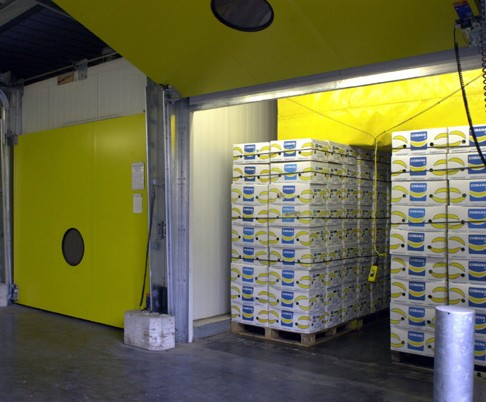
Cámara de maduración de bananas.

La banana es un fruto climatérico, en el cual el etileno actúa como regulador de la maduración. Por ello, se puede utilizar etileno para iniciar y uniformar la maduración antes de la comercialización del producto. Este gas se aplica dos o tres veces, en una concentración de 10 a 100 µL/L, en las salas de maduración a temperatura controlada entre 18 y 21 °C y humedad relativa de 90-95%. En Argentina, suele utilizarse acetileno, un análogo del etileno que cumple la misma función y es más económico. El etileno mejora la dulzura y el aroma de los frutos, pero acelera el proceso de maduración. Otra posibilidad es aplicar carburo de calcio, un mineral que reacciona con la humedad relativa produciendo una reacción que libera etileno y calor, favoreciendo la rápida maduración del fruto. En el uso doméstico, el uso de bolsas cerradas de polietileno para suplir este proceso es usual.
Para retardar la maduración se usan varias técnicas. Una de ellas es aplicar un fungicida y conservar los frutos en bolsas cerradas junto con paquetes de vermiculita tratados con permanganato de potasio, que absorbe (oxida) el etileno libre, lo que permite prolongar el período de almacenamiento hasta cuatro semanas a temperaturas de 13-15 °C. Otra es la aplicación de giberelina o lanolina en el tallo floral unos 60 días antes de la cosecha, prolongando la maduración entre 10 y 20 días sin efecto alguno sobre el fruto mismo. Finalmente, la aplicación de cera sobre la fruta, una vez desinfectada esta, prolonga el plazo de almacenaje hasta en un 60%, aunque puede provocar irregularidades en la maduración luego.
En el caso de los plátanos feculentos, la maduración procede más lentamente, y aplicando etileno solo una vez. Entre el inicio y el fin del proceso transcurren 4 o 5 días. Puede utilizarse un absorbente del etileno, como la vermiculita o el purefil, para aumentar esta duración a 25 días sin refrigeración o hasta 55 si la temperatura se reduce a 13 °C. En estas condiciones, el contenido de almidón se reduce y el azúcar se concentra.
En 2016 se informó la obtención en laboratorio de bananos transgénicos en los que se reprimen dos genes MADS-box (MaMADS1 y MaMADS2). Sus frutos muestran un retardo en la maduración y una vida en postcosecha más prolongada, con retraso en la aparición del pico respiratorio, menor tasa de biosíntesis de etileno, y la consiguiente disminución en el desarrollo del color y en el ablandamiento.

### Afecciones
La gran diversidad genética de los bananos y plátanos hace que pocas enfermedades afecten uniformemente a todos los cultivares. Uno de los problemas universales que los afectan son los nematodos, que atacan los rizomas causando la podredumbre de los mismos; otra de las plagas más extendidas es la enfermedad de Panamá, que destruyó centenares de miles de hectáreas de cultivo durante los años 1970 y 1980.

#### Nematodos
Los nematodos afectan a bananas y plátanos en todas las regiones del mundo. Se alimentan de los rizomas y de las raíces, provocando daños que debilitan irremediablemente la planta u ocasionan su muerte. Además, la infección con nematodos favorece la contracción de otras enfermedades.
El más cosmopolita de éstos es el nematodo barrenador (Radopholus similis), que causa extensos daños y provoca que los pseudotallos se ennegrezcan y caigan a tierra, al no poder resistir el peso de los racimos de fruto; los orificios que practica en la raíz son la principal vía de entrada para el hongo Fusarium, causante de la enfermedad de Panamá. Otras especies incluyen los nematodos espirales — Helicotylenchus multicinctus, H. nannus, y Scutellonema brachyurum— y el nematodo de la raíz Meloidogyne javanica. En zonas donde los bananos comparten terreno con el cafeto (Coffea spp.) también aparece Pratylenchus coffaea, y Meloidogyne incognita se traslada de las plantaciones de caña de azúcar al banano.
Para controlar los nematodos se usan rizomas sanos, que se plantan en terrenos seguros; el dejar la tierra en barbecho a pleno sol elimina los nematodos del terreno con gran seguridad, aunque en algunas regiones son necesarios hasta tres años para garantizar su total limpieza. La plantación rotativa con pasto pangola (Digitaria decumbens, usado para pasturas) ayuda a eliminar la mayor parte de especies, aunque no a P. coffeae. La otra solución es el uso de nematicidas comerciales.
La desinfestación de los rizomas se efectúa mediante un lavado y un tratamiento hidrotérmico, sumergiéndolos en una solución de hipoclorito de sodio al 1 % en agua caliente a 50–54 °C durante 10 minutos. Puede sustituirse por nematicidas como el Nemagon®, el Nemacur® (fenamifos) o el Mocap® (etoprop), que sin embargo resultan más dañinos para la planta, reduciendo su vigor; ethoprop o phenamiphos son casi igual de efectivos, excepto contra H. multicinctus, que no responde al primero. Tras la plantación se aplica Dasanit® (fensulfotion) granulado o ethoprop alrededor de la base del pseudotallo una vez cada seis meses.

#### Insectos
El picudo del banano o picudo negro, Cosmopolites sordidus, es otra plaga muy agresiva. Penetra la base suculenta del pseudotallo y excava túneles en su interior, alimentándose del material nutritivo. La savia drena por su punto de acceso, revelando la infección. El insecticida más eficaz es el aldrin, pero por su toxicidad se encuentra prohibido en muchos países. Monocrothopos o heptacloro son las alternativas más frecuentes. El nematicida aldicarb, utilizado en la base del pseudotallo, ha resultado también efectivo contra el picudo; los controles biológicos, como el escarabajo javanés Plaesius javanus, que se alimenta del picudo, no han dado buenos resultados.
El trips del banano (Chaetanaphothrips orchidii) afecta la cáscara de la banana, exponiendo la pulpa y causando su descomposición; otro trips, Thrips florum, se aloja a veces en el capullo terminal, sobre todo en climas rigurosos y secos, y el Hercinothrips bicintus se alimenta de la cáscara, dándole un característico color ceniciento. El dieldrin también se ha demostrado eficaz con este, aunque la mejor medida es la utilización de bolsas impregnadas en insecticida para cubrir las frutas durante su crecimiento. Esto permite también controlar al coquito (Colaspis hipochlora), un escarabajo que invade los racimos royendo los tallos y los frutos y ocasionando pérdidas de látex que los hacen comercialmente inviables. La polilla del banano, Nacoleia octasema, se aloja en la inflorescencia al comienzo de su formación, hasta que ésta pierde las brácteas.
Es importante también el ácaro del banano, Tetranychus lambi, que afecta primero las hojas y luego el fruto, provocando quebraduras en la cáscara y el marchitamiento prematuro.

#### Hongos
Las micosis incluyen varias de las afecciones más virulentas que padece el banano. La más antigua de éstas es la sigatoka, causada por Mycosphaerella musicola (Cercospora musae en su etapa de conidio), que apareció por primera vez en Java a comienzos del siglo XX. Toma su nombre del valle de Sigatoka, en Fiyi, donde llegó una década más tarde. Se expandió hacia el oeste, llegando finalmente a África en 1940. Característico de áreas húmedas, se manifiesta con manchas pálidas en las hojas, que oscurecen luego, extendiéndose a toda la planta. Los bananos afectados reducen su sistema radicular, producen fruta ácida y detienen su crecimiento. Se controla mediante la aplicación tópica de aceite mineral o por el rociado con fungicidas.
La sigatoka negra, obra de Mycosphaerella fijiensis var. difformis, es mucho más virulenta. Apareció en Centroamérica a finales de los años 1960 y se difundió a Brasil. En 1973 provocó una terrible epidemia en Fiyi, y desde allí se propagó a la Polinesia y al sudeste asiático. Transmitido por el viento, mata las hojas y causa la caída de los frutos, que quedan expuestos al sol. Afecta a cultivares que resultan resistentes a la sigatoka normal, y requiere cuatro veces más fungicida para controlarla.
Ambas palidecen frente al daño causado por la enfermedad de Panamá, obra del hongo Fusarium oxysporum. La enfermedad de Panamá se transmite a través del suelo, entrando al rizoma por los orificios causados por los nematodos. Afecta las hojas, que amarillean y se secan, y el pseudotallo, que se agosta por la muerte progresiva del sistema vascular, que se reblandece, vuelve pegajoso y pudre. Originario de Taiwán, donde está documentado desde 1967, afecta a muchos de los cultivares más productivos, entre ellos 'Gros Michel', que fue virtualmente exterminado por esta enfermedad. Otros, como los 'Cavendish', pueden resistirla, pero se infectan si se replantan en tierra previamente ocupada por variedades susceptibles. La única solución conocida es el anegamiento total del campo durante seis meses para eliminar hongos y esporas. Existen cuatro razas del hongo, tres de las cuales son perniciosas para el banano. Algunos cultivares, como 'Monte Cristo', 'Maricongo' o 'Enano', son completamente inmunes.
Gloeosporium musarum provoca antracnosis y forma lesiones negruzcas en la piel del pseudotallo, pudriendo su interior y ocasionando el encogimiento y desecación de los frutos. Es el hongo que afecta con más frecuencia los racimos ya cosechados durante su transporte.

#### Bacterias
El hereque o moko bacteriano del banano es obra de Ralstonia solanacearum, que también afecta a la papa. Se transmite por contacto entre raíces, el suelo, insectos o implementos de labranza, y puede permanecer en el suelo hasta 12 meses en algunas variedades. Las medidas de control incluyen la protección con bolsas del racimo para evitar el contacto con agentes, la desinfección de los útiles con formaldehído, y el uso de herbicidas en la plantación y región aledaña, pero no hay solución conocida para la infección. Algunos cultivares, como 'Pelipita', son resistentes.

#### Virus
El virus del mosaico del pepino afecta a los bananos, adonde llega transmitido por vectores ácaros. Su importancia es marginal, sin embargo. Mucho más peligroso es el BBTV (banana bunchy top virus), que retrasa el crecimiento de las hojas, dándoles una forma corta, rígida y erecta, con los márgenes endurecidos y quebradizos. En la mayoría de las variedades inhibe por completo la formación de frutos, y no tiene cura conocida. Se ha controlado en la Polinesia y otras regiones mediante el exterminio de los ácaros que le sirven como vector.

### Producción y exportación
| País                 | Millones de toneladas | Porcentaje del total mundial |
| -------------------- | --------------------- | ---------------------------- |
| Tabla 1: Producción  |                       |                              |
| India                | 29.7                  | 20%                          |
| Uganda               | 11.1                  | 8%                           |
| China                | 10.7                  | 7%                           |
| Filipinas            | 9.2                   | 6%                           |
| Ecuador              | 8.0                   | 6%                           |
| Brasil               | 7.3                   | 5%                           |
| Indonesia            | 6.1                   | 4%                           |
| Colombia             | 5.1                   | 4%                           |
| Camerún              | 4.8                   | 3%                           |
| Tanzania             | 3.9                   | 3%                           |
| Resto                | 49.6                  | 34%                          |
| Total mundial        | 145.4                 | 100%                         |
| Tabla 2: Exportación |                       |                              |
| Ecuador              | 5.2                   | 29%                          |
| Costa Rica           | 1.8                   | 10%                          |
| Colombia             | 1.8                   | 10%                          |
| Filipinas            | 1.6                   | 9%                           |
| Guatemala            | 1.5                   | 8%                           |
| Resto                | 6.0                   | 34%                          |
| Total mundial        | 17.9                  | 100%                         |

## Variedades

### Taxonomía
| Características en la tabla de Simmonds y Shepherd (1955) | Características en la tabla de Simmonds y Shepherd (1955)                    | Características en la tabla de Simmonds y Shepherd (1955) |
| Rasgo                                                     | M. acuminata                                                                 | M. balbisiana                                             |
| --------------------------------------------------------- | ---------------------------------------------------------------------------- | --------------------------------------------------------- |
| Color del pseudotallo                                     | Salpicado de negro o pardo                                                   | Liso o apenas marcado                                     |
| Canal peciolar                                            | Margen erecto, con alas ínferas escarificadas, sin abrazar el pseudotallo.   | Margen cerrado, sin alas, que abraza el pseudotallo.      |
| Pedúnculo                                                 | Piloso o pubescente                                                          | Glabro                                                    |
| Pedicelos                                                 | Cortos                                                                       | Largos                                                    |
| Óvulos                                                    | Dos hileras regulares por lóculo                                             | Cuatro hileras irregulares por lóculo                     |
| Codo de la bráctea                                        | Alto (< 0.28)                                                                | Bajo (> 0.30)                                             |
| Flexión de la bráctea                                     | La bráctea se enrosca tras la apertura                                       | La bráctea se levanta sin flexionar tras la apertura      |
| Forma de la bráctea                                       | Lanceolada u ovada, afinándose marcadamente desde el codo                    | Anchamente ovada                                          |
| Ápice de la bráctea                                       | Agudo                                                                        | Obtuso                                                    |
| Color de la bráctea                                       | Rojo oscuro o amarillo por fuera, rosa, púrpura opaco o amarillo por dentro. | Pardopurpúreo por fuera, carmesí por dentro.              |
| Decoloración                                              | El interior de la bráctea es más claro hacia la base.                        | El interior de la bráctea es uniforme.                    |
| Escarificación de la bráctea                              | Prominente                                                                   | Poco prominente                                           |
| Tépalo libre de la flor masculina                         | Corrugado bajo la punta                                                      | Raras veces corrugado                                     |
| Color de la flor masculina                                | Blanco o crema                                                               | Rosa                                                      |
| Color del estigma                                         | Naranja o amarillo intenso                                                   | Crema, amarillo o rosa pálido                             |

La clasificación de las múltiples variedades de bananos y plátanos es una cuestión extremadamente compleja, y aún inacabada. La clasificación original de Linneo se basó en los escasos ejemplares a su disposición en Europa, donde el clima limita severamente la posibilidad de obtener plantas en buen estado. En 1753, en el Species Plantarum, incluyó con el nombre de Musa paradisiaca un ejemplar de plátano feculento, con frutos largos y delgados y las brácteas y flores masculinas persistentes en el raquis de la inflorescencia, que pudo observar personalmente en el invernadero de George Cliffort, cerca de la ciudad neerlandesa de Haarlem. Seis años más tarde añadió a su descripción Musa sapientum, un ejemplar que producía frutos de postre, con flores masculinas dehiscentes y menor contenido de fécula en el fruto.
La clasificación se utilizó durante siglos, al corresponder bastante estrechamente a las variedades difundidas en América y África. Sin embargo, el centro de la diversidad germoplasmática de Musa en el sudeste asiático presentaba numerosas especies que no convenían a las descripciones que había publicado el botánico sueco en numerosos aspectos. Las especies descritas y publicadas en los dos siglos siguientes fueron numerosas, pero desprolijas, y la confusión sobre su relación era grande.
No sería hasta la publicación en 1948 de Classification of the bananas de Ernest Cheesman que se introdujo orden taxonómico en la cuestión. Cheesman identificó a los tipos linneanos como híbridos producidos por el cruzamiento de dos especies descritas por Luigi Colla, M. acuminata y M. balbisiana. A partir de ellos, clasificó a las múltiples variedades cultivares en tres grupos según su dotación genética; uno de ellos descendería principalmente de cada una de las especies progenitoras, mientras que un tercero estaría formado por híbridos de rasgos mixtos.
El grupo procedente principalmente de M. acuminata comprendería a las bananas comestibles más antiguas, obtenidas mediante la selección de ejemplares estériles y partenocárpicos de la especie en las islas del sudeste asiático y la península malaya. A partir de éstos, y por restitución cromosómica, se desarrollaron variedades triploides más robustas y productivas. Cheesman clasificaba a estas variedades junto con su ancestro salvaje como M. acuminata, argumentando que la autopoliploidía no representaba alteración del material genético de la especie.
Más al norte, en regiones más secas, las variedades procedentes de M. balbisiana resultaron más útiles al ser más tolerantes. En las Filipinas se obtuvieron los primeros ejemplares triploides de este grupo, aseminados pero por lo demás morfológicamente muy afines a su progenitor salvaje. Difundidos por propagación vegetativa por su esterilidad, darían origen al segundo grupo de variedades cultivadas, a los que Cheesman clasificaba paralelamente como M. balbisiana.
Finalmente, en algunas zonas ambas ramas entraron en contacto, y al ser heterocompatibles dieron origen a híbridos naturales diploides, triploides y algunos tetraploides, entre los cuales se contaban las dos variedades que tuvo ocasión de identificar Linneo. Si bien la expresión botánicamente más correcta para designarlos sería M. acuminata x balbisiana, de acuerdo a las normas del Código Internacional de Nomenclatura para Plantas Cultivadas los híbridos de interés pueden llevar también un nombre binomial para su identificación. Puesto que Musa paradisiaca tiene prioridad de publicación, el nombre de híbrido Musa x paradisiaca L. puede usarse para designar a todas las variedades procedentes del cruzamiento de M. acuminata y M. balbisiana sin mayores precisiones acerca de su composición genética (Valmayor et al).
Sin embargo, la composición genética es importante para determinar las características de los distintos grupos cultivares, que difieren espectacularmente entre sí. Poco después de los hallazgos de Cheesman, Ken Simmonds y Norman Shepherd (1955) publicaron un método para identificar las variedades a partir de su origen. A partir de una tabla diagnóstica que comprende quince características básicas que varían entre M. acuminata y M. balbisiana, los híbridos se evalúan, asignando un puntaje a cada característica según sea idéntica a M. acuminata (un valor de un punto), idéntica a M. balbisiana (5 puntos) o un fenotipo intermedio (puntajes intermedios de acuerdo a su similitud a los progenitores). Los valores se suman, y el total se utiliza para determinar grosso modo las características del híbrido. Los puntajes entre 15 y 20 corresponden a variedades salvajes o diploides puras de M. acuminata; el extremo más alto de la escala, a sus equivalentes de M. balbisiana. Los híbridos muestran puntajes intermedios.
Simmonds y Shepherd propusieron la sustitución de los nombres linneanos por un código ad hoc para expresar el genotipo de la variedad. Cada híbrido se identificaría por una clave de entre dos y cuatro letras, de acuerdo a su ploidía; cada letra respondería al origen de la variedad, siendo A para designar una rama genética procedente de M. acuminata o B para una procedente de M. balbisiana. De ese modo, un híbrido triploide con dos juegos de cromosomas procedentes de M. acuminata y uno de M. balbisiana se identificaría como AAB, y un diploide puro de M. balbisiana como BB. Las investigaciones han revelado que las variedades de origen A son más numerosas que las de origen B; la mayoría de los cultivares son AAA o AAB, varios plátanos son ABB, y AB, AABB o ABBB son más raros. Para precisar el cultivar, se pospone el nombre propio del mismo entre comillas simples a la descripción genética. No todas las fuentes han adoptado el sistema, pero cuenta con un extenso uso entre los especialistas en el tema.

### Grupos cultivares

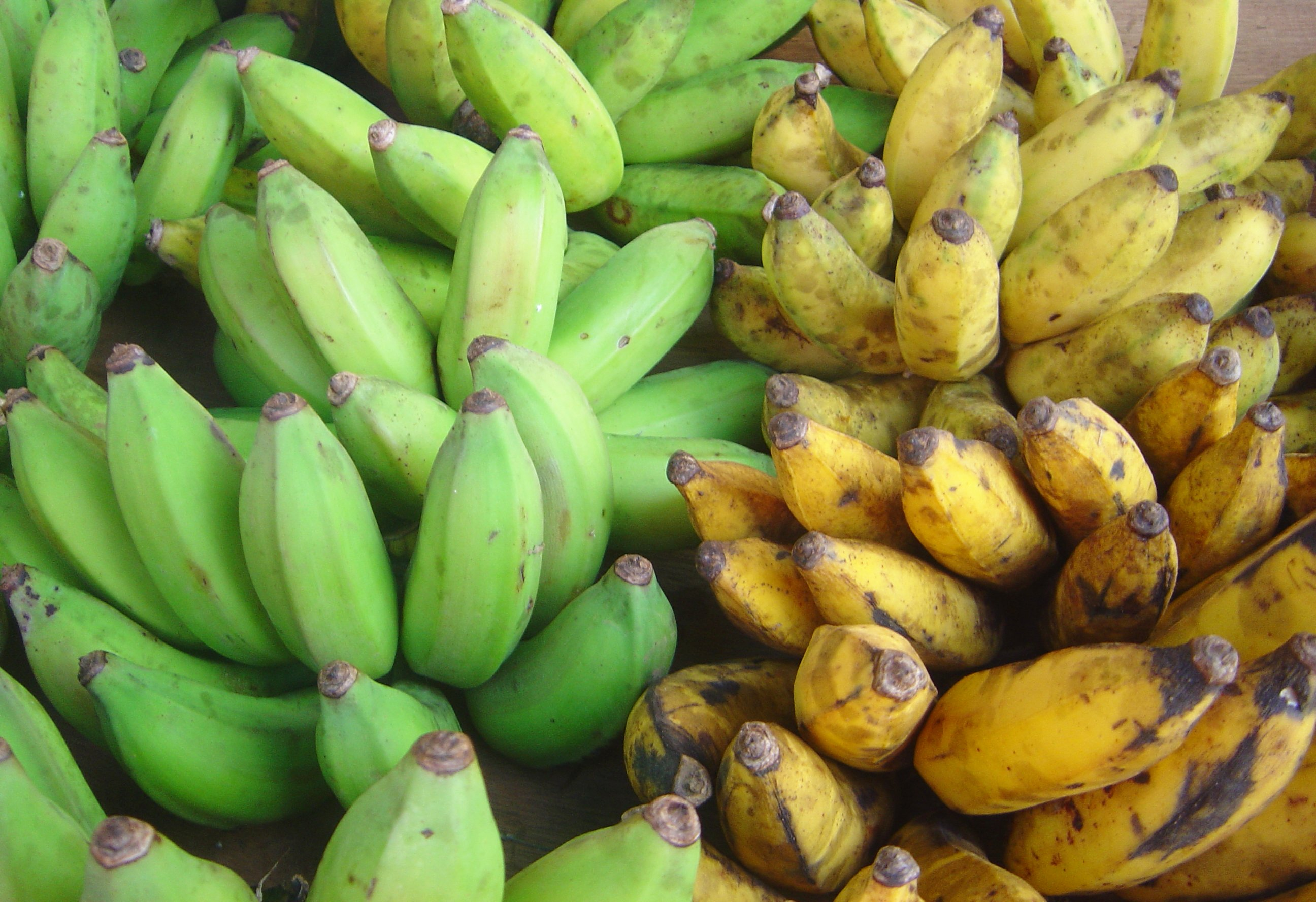
Bananas verdes y maduras en un mercado.

La mayor parte de los cultivares de postre procede exclusivamente de M. acuminata, presentando una constitución diploide o triploide. Simmonds y Shepherd distinguieron varios grupos fenotípicos, a los que investigadores posteriores han ido añadiendo variedades de reciente obtención o no identificadas previamente:
- el grupo AA 'Jari Buaya', muy popular en Vietnam e Indonesia pero casi desconocido en Occidente;
- el grupo AA 'Kapas', un plátano consumido cocido en Indonesia y Malasia;
- el grupo AA 'Lakatan', un banano de crecimiento muy rápido (fructifica en menos de 10 meses) de origen filipino, popular en los trópicos; el nombre binomial hoy inválido M. lacatan probablemente corresponde a este grupo;
- el grupo AA 'Sucrier', importante en Nueva Guinea pero también extendido en el sudeste de Asia y Brasil; son ejemplares diploides, de pseudotallos oscuros, de tono amarillento y apenas cerúleos, que producen racimos pequeños, de frutos de piel delgada y sumamente dulces. En este grupo se cuenta la variedad llamada 'Dedo de Dama' o 'Guineo Blanco', la más pequeña de las bananas cultivadas comercialmente, un banano de tronco delgado y fuerte sistema radicular, que produce racimos de entre 10 y 14 manos de 12 a 20 frutos. Son resistentes a la sequía y a la enfermedad de Panamá, pero susceptibles a la sigatoka. Los binomiales hoy inválidos M. berteri, M. berteroniana y M. sapientum corresponden a este grupo de cultivares;
- el grupo AAA 'Cavendish', que comprende la mayoría de las bananas consumidas en Europa y Estados Unidos desde el declive de 'Gros Michel'. Posiblemente procedente de Indonesia —donde el cultivar llamado 'Bungulan' se produce domésticamente, aunque su ritmo irregular de maduración y escasa tolerancia al almacenaje lo hace poco apto para las plantaciones comerciales—, hoy se desarrolla en numerosas variedades:
  - el cultivar 'Cavendish Enano', desarrollado en China y hoy la variedad más importante en las islas Canarias y África oriental; es un banano de porte grande, con las hojas anchas, tolerante al viento y la sequía, que produce frutos medianos, de buena calidad pero propensos al daño en transporte por la delgadez de su cáscara. Tiene la peculiaridad de tener flores masculinas indehiscentes. Los nombres binomiales hoy inválidos M cavendishii, M. sinensis y M. nana (non Lour.) corresponden a este cultivar;
  - el cultivar 'Cavendish Gigante' o 'Grand Naine', de apariencia similar al 'Gros Michel' y origen incierto. Es un banano de porte mediano, con el pseudotallo moteado de pardo, con bananas de mayor tamaño que el 'Cavendish Enano', de cáscara más gruesa y sabor menos intenso. Es la principal variedad en Colombia, Ecuador y Taiwán.
  - el cultivar 'Robusta', similar a 'Lakatan', un banano pequeño y resistente al viento que se cultiva en Brasil y la Polinesia;
  - el cultivar 'Valery', una variante de 'Robusta' más resistente a la sigatoka pero de fruto más firme y ligeramente cerúleo de textura;
- el grupo AAA 'Golden Beauty', desarrolladas en Trinidad por su resistencia a la enfermedad de Panamá y la sigatoka; son bananos pequeños, con racimos cortos, pero resistentes al transporte y de muy buen sabor. Se cultivan en Honduras y Fiji;
- el grupo AAA 'Gros Michel', que fue durante mucho tiempo la banana más cultivada de Occidente; procedente de Birmania y Sri Lanka, fue introducido a Martinica por los franceses, y desde allí a Jamaica, Centroamérica, Hawái'i y Australia. Son bananos de gran porte, con grandes racimos de frutos largos y de color amarillo intenso, hoy casi desaparecidos por su susceptibilidad a la enfermedad de Panamá. Sin embargo, ha sido usado como base para el desarrollo de otros cultivares;
- el grupo AAA 'Morado', popular en el Caribe aunque originario de la India. Es resistente a las enfermedades pero tarda más de 18 meses en fructificar, por lo que solo es accesible en plantaciones comerciales. Es un banano de gran porte, con hojas y tallos de color morado intenso, y el fruto virando al naranja a medida que madura; produce racimos compactos de unos 100 frutos de sabor intenso y tamaño mediano. La variedad 'Verde Morado' tiene un vistoso colorido jaspeado de verde y morado, y alcanza los 9 m de altura; produce cuatro a siete manos por racimo, de buen tamaño.

Propiamente híbridos existen cultivares diploides, triploides y tetraploides:
- el grupo AAB 'Burro' u 'Orinoco', una planta alta, resistente, de pocos frutos largos y muy gruesos, con la pulpa ligeramente rosácea y comestible en crudo, pero excelente cocida;
- el grupo AAB 'Francés', un plátano grande, vigoroso, con las flores masculinas indehiscentes, cultivado sobre todo en la India y África oriental; los nombres binomiales hoy inválidos M. bidigitalis y M. purpureo-tomentosa corresponden a este grupo, así como la M. paradisiaca original de Linneo;
- el grupo AAB 'Laknau', un plátano triploide similar a 'Cuerno' y excepcional en que produce flores fértiles, lo que ha permitido su uso como material de base para cruzamientos experimentales;
- el grupo AAB 'Macho', plátanos muy resistentes que producen poca fruta, comestible en crudo pero de sabor mucho más agradable tras la cocción. Los nombres binomiales hoy inválidos M. corniculata, M. emasculata y M. protractorachis corresponden a este grupo;
- el grupo AAB 'Manzana' es el banano de postre más extendido en el trópico, aunque no existen grandes plantaciones. Es un banano muy grande, con solo una docena de manos por racimo y 16 a 18 frutas por mano, muy resistente a la sigatoka pero susceptible a la enfermedad de Panamá. El fruto es muy fragante, con un distintivo aroma a manzana, ligeramente astringente antes de madurar pero muy sabroso;
- el grupo AAB 'Mysore' es el banano más cultivado en la India, donde casi tres cuartos de la superficie plantada lo emplea. Es raro fuera de la península, aunque en Trinidad se lo planta acompañando al cacao. Es vigoroso, resistente a la sequía, inmune a la enfermedad de Panamá y poco susceptible a la sigatoka. Produce racimos compactos de bananas de piel delgada y color amarillo brillante, de sabor subácido;
- el grupo AAB 'Rajah'; el nombre binomial hoy inválido M. regia probablemente corresponde a este grupo;
- el grupo AAB 'Seribu'; el nombre binomial inválido M. seribu corresponde a este cultivar;
- el grupo ABB 'Awak';
- el grupo ABB 'Cenizo', un plátano extremadamente alto, con un tallo floral elongado y pocas manos por racimo. Produce frutos angulosos, muy grandes, de piel cenicienta y pulpa muy blanca, con alta concentración de azúcar en comparación con otros plátanos;
- el grupo ABB 'Chato' o 'Bluggoe', un plátano muy resistente a las enfermedades que produce racimos de frutos de gran tamaño, distintivos por su estructura abierta, muy importante como cultivo de subsistencia en África y Asia;
- el grupo ABB 'Pelipita', uno de los principales cultivares comerciales de plátano en el mundo, resistente a la sigatoka negra pero de sabor menos intenso que otras variedades;
- el grupo ABBB 'Tiparot', un tetraploide desarrollado por su resistencia a las enfermedades, pero poco productivo.

De origen exclusivamente de M. balbisiana existen también numerosas variedades:
- el grupo BBB 'Cardaba';
- el grupo BBB 'Lep Chang Kut';
- el grupo BBB 'Maricongo', el principal cultivo comercial de plátano del mundo, de forma alta, fruta muy angulosa y de buen tamaño; existe una variedad enana, el 'Enano' o 'Cochon';
- el grupo BBB 'Saba', de menor calidad culinaria pero inmune a la sigatoka negra.

## Uso

### Gastronomía
La gran variedad de formas hace de la banana y el plátano un alimento extremadamente versátil. En Occidente la forma más frecuente y simple de consumo es como fruta de postre, servida entera y usando la cáscara para sujetarla sin que las manos entre en contacto con la pulpa directamente. En trozos se incorpora a ensaladas de fruta, gelatinas y otros postres, así como a batidos y otras bebidas. Por su elevado aporte energético y su alto contenido en potasio, inusual entre las frutas, es de frecuente consumo entre deportistas y fisicoculturistas.
Cocidas, las bananas se usan como acompañamiento para algunas carnes en recetas tropicales, así como en el arroz a la cubana y en la suprema Maryland. Con azúcar moreno, jugo de limón o vinagre y especias se preparan salsas o mermeladas, a veces muy picantes; en Jamaica la salsa de bananas y chiles es el aderezo usual para las aves de corral. Se usan también en tartas y bizcochos (pan de banana). Las bananas Foster, flambeadas con ron y canela y acompañadas con helado de vainilla, son un postre originario de Nueva Orleans que ha cobrado gran popularidad en Estados Unidos.
En forma de puré son un alimento frecuente para niños; con el único añadido de ácido ascórbico, usado para prevenir la decoloración por oxidación de la pulpa, el puré se produce industrialmente con los ejemplares descartados del embalaje en los países de origen. Se lo homogeneiza, pasteuriza y envasa, sea solo, combinado con un estabilizante celulósico como base para zumos, o combinado con puré de manzanas. Se lo incorpora también a preparados para helado, tartas y otros postres.
En la Polinesia las bananas suelen consumirse asadas, enteras o formando una masa dulce con pulpa rallada de coco (Cocos nucifera). Con la leche del coco, zumo de cítricos y banana se prepara también una bebida refrescante y aromática. En Costa Rica se prepara un jarabe espeso a base de bananas hervidas lentamente. En las islas del Caribe las bananas verdes se hierven en su propia cáscara y consumen solas o marinadas en vinagre con pimienta, ajo, cebolla, laurel y sal.
La banana se conserva en estado comestible poco tiempo, pero se han desarrollado numerosos medios de conservación. Desde los años 1960 se producen en Honduras bananas en rodajas conservadas en almíbar como medio para aprovechar los frutos que, por los defectos de la piel o su grado de madurez, no pueden transportarse para su venta como fruta fresca. Ha habido experimentos para envasar las bananas aún verdes, pero el látex que los frutos exudan resulta problemático, así como el oscurecimiento de la pulpa una vez descongeladas o desenlatadas. Para desactivar las enzimas de la pulpa responsables de la decoloración las bananas se sumergen antes de pelarlas en agua al borde del punto de ebullición, y se añade ácido cítrico al 2 % a la solución de salmuera en la que se envasan. La fruta usada de este modo debe recolectarse cuando la tasa de pulpa no supera 1/6 del peso de la fruta, o el producto resultante se decolora con facilidad al reaccionar el tanino de la pulpa verde con el hierro presente en su capa exterior.
En la Polinesia los frutos se conservan mediante fermentación en una preparación llamada masi; guardadas en pozos y envueltas en hojas de Heliconia o Strelizia, se cubren con piedras y dejan fermentar bajo tierra hasta que se necesitan. Pueden conservarse así durante años para casos de hambruna.
Los plátanos maduros o plátanos verdes se consumen invariablemente cocidos. En Centroamérica se fríen en mantequilla o aceite; la preparación, a la que a veces se añade leche, se denomina mangú, y es la guarnición habitual para la comida diaria. Este nombre también se aplica al puré del plátano verde hervido, que se acompaña de huevos, salami, escabeche de cebolla o aguacate. Los tostones (rodajas de plátano majadas y fritas) se sirven para acompañar carnes. El pastel de hoja se realiza con una masa de plátano maduro y otros alimentos, que se cuece envuelta en la hoja del plátano (es parecido visualmente al tamal mexicano). Pisados y mezclados con harina, leche, manteca y huevo se usan para preparar una masa que se mezcla con carne y queso y se hornea como pastel. Se usan también verdes, hervidos y servidos con miel, cocidos en almíbar, o cortados en láminas que se fríen hasta quedar crocantes para acompañar carnes y otros platos. En Puerto Rico es popular el mofongo, una albóndiga de puré de plátano verde, cortezas de cerdo, ajo y otros aderezos. Las rodajas de plátanos fritos se preparan y envasan industrialmente a partir de los cultivares 'Cariñosa' y 'Bungulan'. También se preparan con ellos las llamadas tajadas, típicas de países como Venezuela, Colombia, Honduras y Nicaragua; así mismo, pueden hornearse o asarse y servirse con queso.
En África se consumen hervidos, fritos o asados. Como parte de estofados complementan o suplantan a la yuca (Manihot esculenta), y son la base de una preparación llamada fufu que acompañando a la sopa es una de las bases de la alimentación en Ghana. Pisados y mezclados con harina se usan como masa para panqueques y otras tartas saladas. Su intenso uso ha llevado al desarrollo de métodos de secado que permiten contar con plátano todo el año; secados al sol o por medios mecánicos y molidos proporcionan una harina excelente, que se utiliza sola o mezclada con harina de trigo, de maíz o de yuca. Algunos cultivares, como 'Latundan' o 'Saba', son particularmente aptos para estas preparaciones. La harina tostada de plátanos verdes se ha utilizado como sucedáneo del café. En Asia se practica el secado de frutos enteros o cortados en dos a lo largo, que se envasan y conservan hasta un año para consumirlos como tentempié o en preparaciones de repostería. Tanto 'Cavendish Enano' como 'Lakatan' se usan extensamente a este propósito.

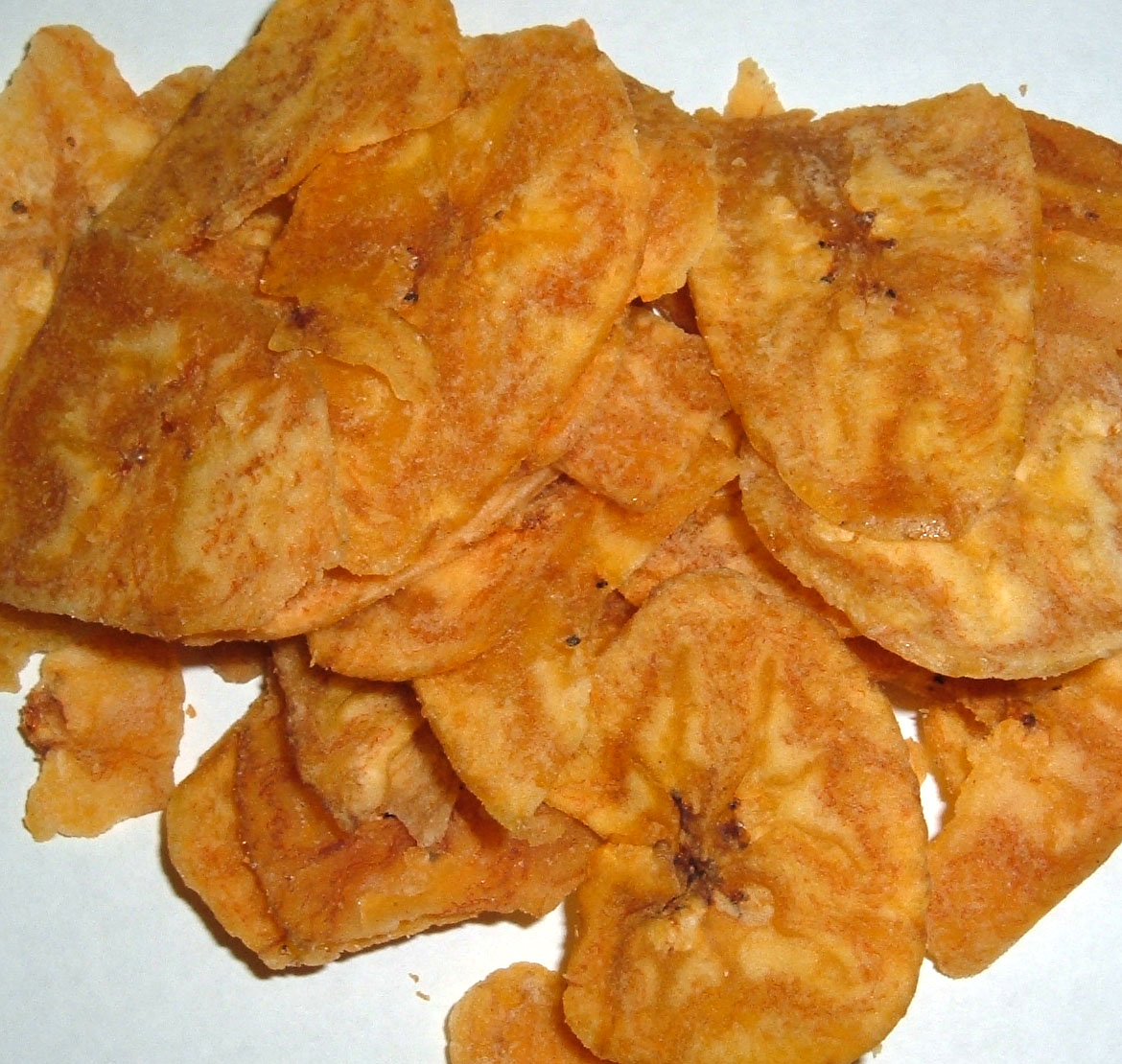
Plátano frito.

En Brasil la producción de copos de banana deshidratada para incorporar a productos de repostería, cereales de desayuno y otras preparaciones comenzó en los años 1960, y permite la exportación de buena parte de su producción, envasada al vacío o lista para consumir. Se usan también para la producción de helados y otros postres envasados. El proceso se realiza blanqueando al vapor los frutos y deshidratándolos luego en tambores; se conservan hasta un año en esas condiciones. Productos mixtos incorporando soja o maíz a la mezcla se comercializan en Brasil, Israel y Sudáfrica.
Otros productos son más raros, pero gozan de algún uso. En África se preparan bebidas alcohólicas por la fermentación controlada de los frutos maduros, y se ha experimentado con la elaboración de vinagre a partir de estos.
Los brotes tiernos se consumen hervidos como verdura en la India y África, donde constituyen un alimento importante en caso de hambruna. Se preparan en currys con otros vegetales, o se tuestan hasta la carbonización para su uso como aderezo para otros productos vegetales. El capullo terminal de la inflorescencia, que contiene flores masculinas, se cuece y consume como vegetal tras macerarlo en salmuera para eliminar los taninos; en las variedades que no pierden las flores masculinas, éstas se arrancan a veces para usar de este modo.

### Otros usos
El gran tamaño de las hojas del banano y su fuerte fibra hace de ellas una fuente importante de tejidos. Al igual que en otras especies de Musa, en especial M. textilis, las hojas del banano se emplean como embalajes y envoltorios sin apenas tratamiento. Se emplean con frecuencia como cobertores naturalmente impermeables para techos de construcciones primitivas, para recubrir el interior de pozos usados para cocinar y como bandejas para la comida.
La fibra extraída del procesamiento de las hojas es resistente y durable. Durante el siglo XIX las islas del Caribe, en especial Jamaica, contaban con una floreciente industria textil basada en el banano, fabricando cuerdas, esterillas y utensilios de transporte con ese material. Se fabrica también línea de pesca a partir de esta fibra. En las Filipinas se produce una tela llamada agna, delicada y translúcida, a partir de la fibra tierna de hojas y vainas foliares; se emplea en indumentaria masculina y femenina, en la elaboración de pañuelos y otros usos. Una forma más basta y rústica se emplea en Sri Lanka para alfombras y alpargatas.
El pseudotallo es útil también para ese propósito, y tiene otros usos. Cortados a lo largo se los emplea como mobiliario y material de embalaje durante el transporte de la fruta; los restos se reintegran al medio ambiente para el reaprovechamiento de sus nutrientes. Cortado en tiras y secado se usa como relleno mullido para almohadones y bancos. De la pulpa del pseudotallo se elabora papel mediante un proceso de machacado, lavado y secado; el material resultante es fuerte, y su calidad mejora mezclado con restos de nuez de betel (Areca catechu), aunque es poco rentable su producción por el bajo rendimiento. Son necesarias 132 toneladas de pseudotallos para elaborar una tonelada de papel.
La cáscara del fruto es rica en taninos, y se usa en el tratamiento del cuero. Carbonizada se usa como tintura oscura, o —por su alto contenido en potasio— en la producción de detergentes.
Los efectos medicinales documentados son varios. Las flores se utilizan en emplasto para las úlceras cutáneas, y en decocción para la disentería y la bronquitis; cocidas se usan como alimento nutritivo para diabéticos. La savia, fuertemente astringente, se aplica tópicamente en picaduras de insecto, en hemorroides, y se toma como febrífugo, antidiarreico y antihemorrágico. También es antidiarreica y antidisentérica la ceniza obtenida de quemar las cáscaras y hojas. Las raíces cocidas se consumen para los trastornos digestivos e intestinales, es una excelente fuente de potasio que es un mineral que ayuda a regenerar los músculos después de haberse sufrido calambres.
La pulpa y cáscara de las bananas maduras contienen principios activos efectivos contra micobacterias y hongos; se aplican a veces para tratar una micosis común en la planta de tomate (Solanum lycopersicum). El fruto es rico en dopamina, de efecto vasoconstrictor, y serotonina, que regula la secreción gástrica y estimula la acción intestinal.
Una creencia popular atribuye a la cáscara de la banana quemada y aspirada o fumada un valor alucinógeno, causada por una hipotética bananadina. Se trata simplemente de un mito, y la supuesta sustancia no existe.

### Costumbres
El continuo rebrote del banano simboliza, en la cultura india, la fertilidad y prosperidad; tanto el fruto como las hojas son regalos y ornamentos habituales durante las ceremonias de matrimonio. En los campos de arroz se planta a veces un banano en un rincón para atraer la buena suerte.
En Malasia el decocto de las hojas de banano se usa ritualmente en las abluciones que realizan las mujeres durante dos semanas después del parto.

### Radioactividad
Debido a su alto contenido en potasio, el plátano o banana es un fruto radioactivo, como muchos otros que contienen pequeñas cantidades de isótopos radioactivos. Aunque la cantidad de radiación emitida por un único fruto es muy pequeña y completamente inocua, sin embargo en grandes cantidades, como cuando se transportan en contenedores o camiones, la radiación es lo suficientemente grande como para hacer saltar las alarmas de algunos puertos y aduanas. De hecho, existe una medida específica de esta cantidad de radiación llamada dosis equivalente a un plátano.

## Etimología

Nombre común según el país

La palabra «plátano» proviene del griego πλατανος (platanos) a través del latín platanus. La raíz πλατος (platos = plano, ancho) se refiere a la anchura de sus hojas. Se llama igualmente plátano a otras especies vegetales que, siendo muy diferentes, comparten como característica común la anchura y planitud de sus hojas.
La palabra «musa» proviene del árabe موزة (mawza, pronunciado mūza) que el latín translitera como musa. El científico persa Avicena ya hace uso de esta palabra en el siglo XI para referirse al fruto en su enciclopedia El canon de medicina. Las plantas de este género, originarias del sudeste asiático, fueron introducidas en Europa (y posteriormente en América) a través del norte de África probablemente por mercaderes árabes, y recibieron inicialmente este nombre también en las lenguas europeas. Linneo (1707-1778) lo adopta como nombre científico en su libro Species Plantarum, publicado en 1753.
El origen de la palabra «banana» no es tan preciso, aunque la teoría más aceptada, propuesta por Robertson Smith, indica que proviene igualmente del árabe بنان (banān), que se refiere a los dedos de los pies o de las manos, por lo que بنانة (banāna) significaría 'un solo dedo'. De hecho, un racimo de plátanos se denomina «mano» en muchos lugares, y por la misma analogía se dice en árabe بنانة الموز (banānat al-mawz), que literalmente sería 'dedo de plátano', para referirse a cada una de las vainas. Por metonimia, banana pasa a significar el propio fruto, inicialmente en África occidental (wólof) y central (bantú), desde donde viaja a Canarias, y de ahí a América.
Así pues, plátano se refiere inicialmente a la planta, musa al género, y banana al fruto. Sin embargo, hay distintos usos locales de estos términos en los distintos países hispanohablantes.

### Nombres locales
- En Venezuela es llamado cambur. El nombre plátano aplica a la variedad de mayor tamaño que nunca se consume cruda, es decir, el llamado plátano macho en México.
- En Honduras también es llamado mínimo, cuyo origen se relaciona con la producción bananera del país. Los frutos que cumplían el «mínimo» de calidad eran enviados al comercio exterior, mientras que el resto eran destinados al consumo local.
- En algunas zonas del Caribe es llamado guineo, debido a que en época colonial se pensaba que esta fruta procedía de la región africana de Guinea, actualmente llamada África occidental.
- En algunas zonas de Bolivia es llamado gualele, de origen incierto.

## Cultura
- Carlos Luis Fallas, escritor costarricense, en la novela autobiográfica Mamita Yunai plantea una dura crítica a las condiciones miserables de los trabajadores de la United Fruit Company en la provincia de Limón. La obra ha sido traducida a múltiples idiomas. Esta fase agraria dejó grandes improntas culturales y políticas en el país.[16]
- El autor hondureño Ramón Amaya Amador escribió un libro llamado Prisión verde sobre las condiciones en las plantaciones de bananos en los años cuarenta, y sobre la explotación de los trabajadores por parte de las empresas estadounidenses (como la United Fruit) con el apoyo del gobierno de Honduras. Escrito en 1945 el libro estuvo prohibido en Honduras durante décadas.[17]
- Los países centroamericanos se conocían como repúblicas bananeras, no solo por su producción sino porque en las plantaciones de la United Fruit Company, regía una ley propia con matices legendarios.
- En Colombia, a finales de 1928 se produjo una huelga de trabajadores que terminó siendo conocida como la masacre de las Bananeras.[18]